# Alchimie

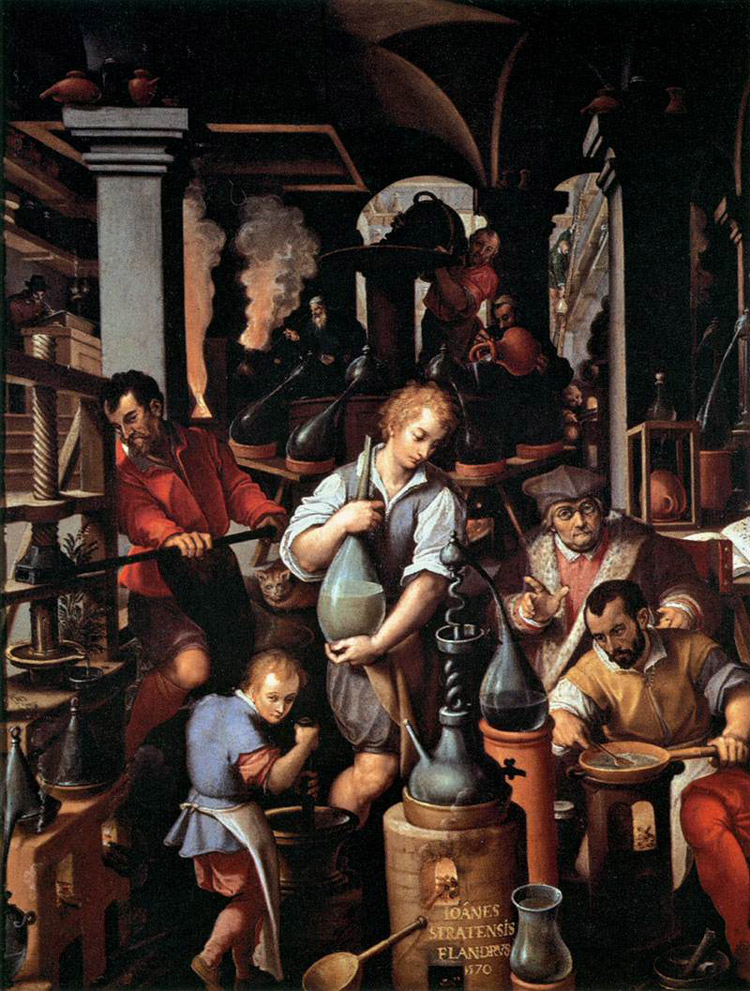
Le laboratoire de l'alchimiste,
Jan van der Straet, 1551.

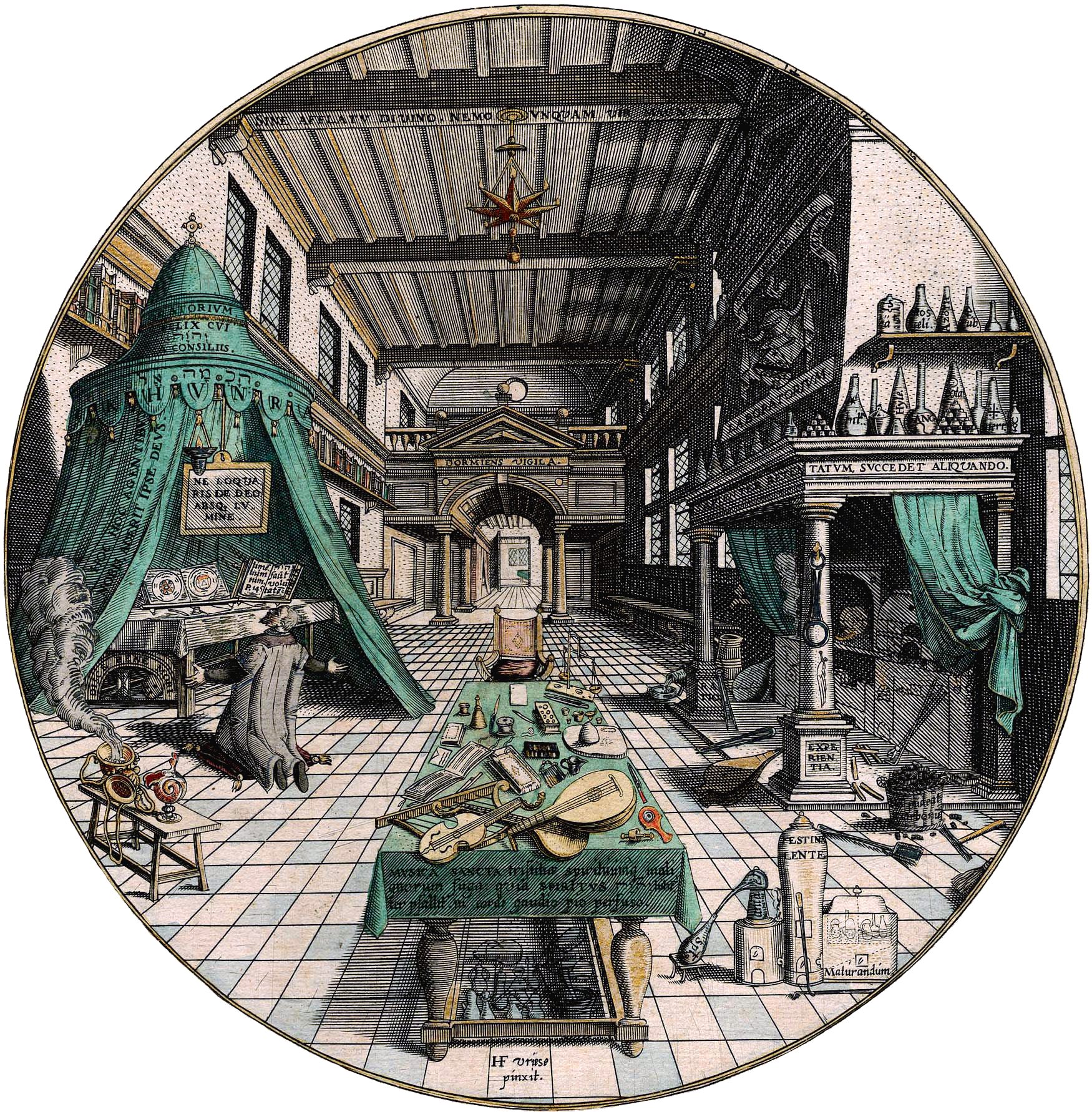
Laboratoire de l'alchimiste,
Hans Vredeman de Vries, vers 1595.

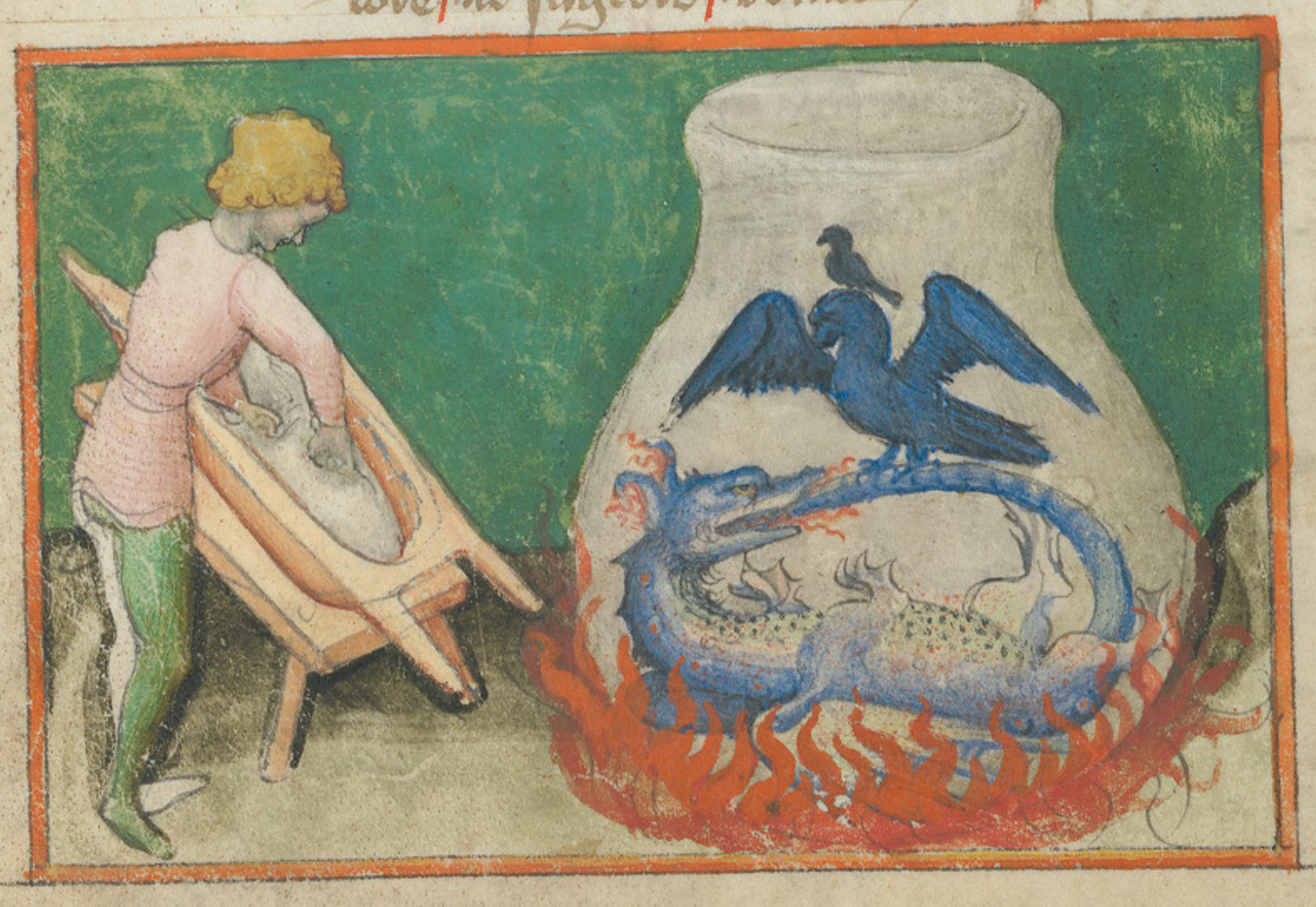
Ouroboros sur un four, dans l'Aurora consurgens (XV), Bibliothèque centrale de Zurich.

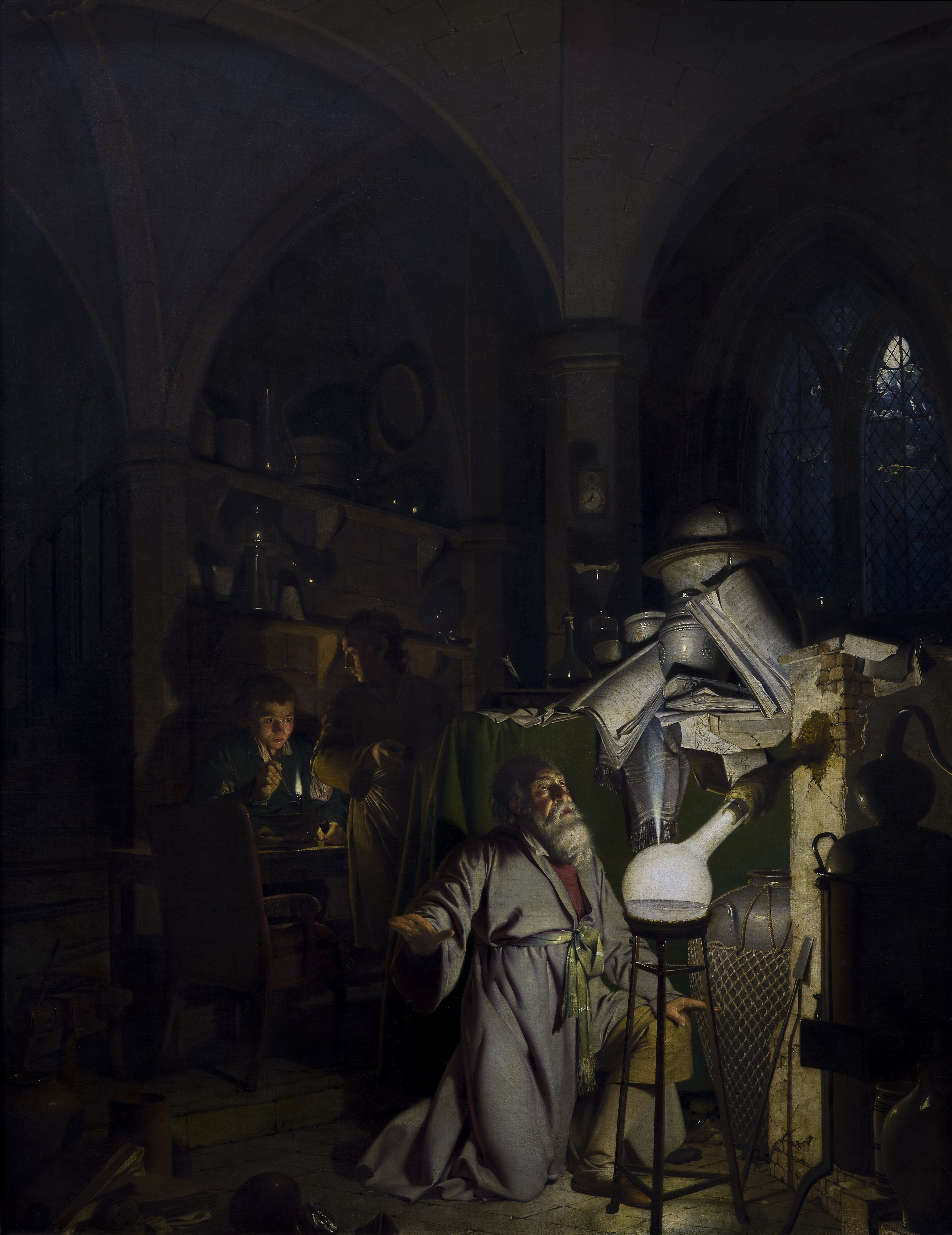
L'Alchimiste découvrant le phosphore, Joseph Wright, 1771.

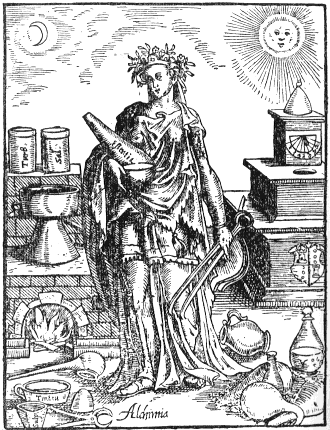
Allégorie de l'Alchimie, Quinta Essentia, Leonhard Thurneisser, 1574.

L’alchimie est une protoscience qui peut se définir comme « un ensemble de pratiques et de spéculations en rapport avec la transmutation des métaux ». L'un des objectifs de l'alchimie est le grand œuvre, c'est-à-dire la réalisation de la pierre philosophale permettant la transmutation des métaux, principalement des métaux « vils », comme le plomb, en métaux nobles comme l'argent ou l'or. Cet objectif se fonde sur la théorie selon laquelle les métaux sont des corps composés (souvent de soufre et de mercure).
Un autre objectif classique de l'alchimie est la recherche de la panacée (médecine universelle) et la prolongation de la vie via un élixir de longue vie. La pratique de l'alchimie et les théories de la matière sur lesquelles elle se fonde sont parfois accompagnées, notamment à partir de la Renaissance, de spéculations philosophiques, mystiques ou spirituelles.
Des pensées et des pratiques de type alchimique ont existé en Chine dès le IVe siècle av. J.-C. et en Inde dès le VIe siècle. L'alchimie occidentale, quant à elle, commence formellement dans l'Égypte grecque, puis romaine, et se développe dans le monde arabo-musulman, d'où elle se transmet au Moyen Âge à l'Occident latin, où elle prospère pendant la Renaissance et jusqu'au début de l'époque moderne.
Jusqu'à la fin du XVIIe siècle, les mots « alchimie » et « chimie » sont synonymes et utilisés indifféremment. Ce n'est qu'au cours du XVIIIe siècle qu'ils se distinguent et que l'alchimie connaît une phase de déclin, sans toutefois disparaître totalement, alors que la chimie moderne s'impose avec entre autres les travaux d'Antoine Lavoisier et la découverte que les métaux sont des « substances simples ».

## Étymologie
L'étymologie du terme « alchimie » est discutée (grammatici certant). Le mot « alchimie » viendrait de l'arabe الكيمياء (al-kīmiyāﺀ), venant lui-même du grec ancien χημεία / khêmeía, désignant également la chimie dans son acception moderne, ou bien du grec χυμεία / khumeía, désignant un mélange, une mixture. Le philologue Hermann Diels, dans son Antike Technik (1920), y voyait la « fusion » du grec ancien khumeia / khêmeia, signifiant « art de fondre et d'allier les métaux ».
Kimiya pourrait également venir du mot copte kēme (ou son équivalent en dialecte bohaïrique, khēme), lui-même dérivant du démotique kmỉ, correspondant au moyen égyptien ḳm.t, désignant la terre noire, la terre alluvionnaire et par extension l'Égypte (Χημία / khêmía).
Le terme apparaît dans le vocabulaire français au XIVe siècle, par le latin médiéval alchemia. Les termes alchimie et chimie (en latin alchemia et chemia, ou alchymia et chymia) sont restés strictement synonymes jusqu'au début du XVIIIe siècle, avec notamment l'ouvrage polémique d'Étienne-François Geoffroy, Des supercheries concernant la pierre philosophale (1722).

## Historique

### Alchimie gréco-alexandrine
Pour Michèle Mertens : 

« Il est maintenant généralement admis que l'alchimie [occidentale] est apparue dans l'Égypte gréco-romaine vers le début de notre ère, et qu'elle est le résultat de la conjonction de plusieurs facteurs, les plus remarquables étant (1) les pratiques des orfèvres et forgerons égyptiens qui travaillaient sur les alliages et savaient dorer les métaux ; (2) la théorie de l'unité fondamentale de la matière, selon laquelle toutes les substances sont composées d'une matière primitive et doivent leurs spécificités à la présence de différentes qualités imposées à cette matière ; (3) l'idée que le but de toute technique doit être la mimesis de la nature ; (4) la doctrine de la sympathie universelle, selon laquelle tous les éléments du cosmos sont reliées par des sympathies et antipathies cachées qui expliquent toutes leurs combinaisons et séparations. La rencontre de ces différentes tendances de pensées amena l'idée que la transmutation était possible, ainsi que des rêveries mystiques influencées par les courants gnostiques et hermétistes, et favorisées par le déclin du rationalisme grec,. »

Henri-Dominique Saffrey sépare les textes d'alchimie grecque ancienne et byzantine en trois groupes successifs, :
1. Les recettes : ce groupe se compose d'abord de deux recueils sur papyrus, conservés à Leyde et à Stockholm, datés de 300 apr. J.-C.[10], dits papyri de Leyde et de Stockholm. À l'exception du « papyrus magique de Londres et de Leyde »[11],[12], qui contient une recette de « rouille d'or »[13] ; ces deux recueils sont les seuls manuscrits d'alchimie grecque antique. À ce premier groupe s'ajoutent les Quatre livres attribués à Démocrite, ouvrage maintenant fragmentaire, daté de la seconde moitié du Ier siècle[14]. À l'exception des papyrus, tout le reste de la tradition alchimique grecque nous provient d'un ensemble relativement homogène de manuscrits byzantins datés au plus tôt de la fin du Xe siècle appelé « corpus alchimique grec »[15] ;
2. Les auteurs alchimiques : ce groupe, daté du troisième à la fin du IVe siècle apr. J.-C., se compose principalement de l'œuvre de Zosime de Panopolis. À cette œuvre se rajoutent de courts traités attribués à Pélagios et Jamblique, un dialogue anonyme entre Cléopâtre et les « philosophes » (i.e. alchimistes) et plusieurs autres fragments généralement attribués à des personnages légendaires ou inconnus (Ostanes, Agathodaimon, Moïse) ;
3. Les commentateurs : Saffrey date le début de la période des commentateurs à la fin du quatrième siècle. Parmi ces commentateurs, on compte un commentaire du Pseudo-Démocrite intitulé Le philosophe Synésius à Dioscorus[16] (IVe siècle) et un commentaire sur Zosime attribué à un certain Olympiodore d'Alexandrie, parfois dit « l'Alchimiste » afin de le distinguer du célèbre philosophe néoplatonicien, généralement daté du VIe siècle[17],[18]. Viennent ensuite l'œuvre importante attribuée à Étienne d'Alexandrie ainsi que quatre poèmes alchimiques, attribués à Héliodore, Théophraste, Hiérotheos et Archélaos (VIIe siècle). Le commentateur dit « le Chrétien » serait à dater entre les VIIe et VIIIe siècles. Des nombreux textes d'époque byzantine, on peut nommer ceux de Michel Psellos (XIe siècle) et de Nicéphore Blemmydès (XIIIe siècle)[15].

#### Liens avec l'Égypte pharaonique
Selon Zosime de Panopolis (c. 300 ap. J.-C.), un des premiers commentateurs de textes alchimiques, l'alchimie telle qu'elle était pratiquée à son époque tirait son origine des cultes égyptiens. Dans un traité généralement appelé le « Compte Final », Zosime présente une courte histoire des techniques minéralurgiques et de deux types de « teintures » (βαφαί / baphaí), les teintures « naturelles » (φυσικά / phusiká) et les teintures « non naturelles » (ἀφυσικά / aphusiká). L'alchimie y est décrite comme un art ayant été jadis caché et monopolisé par les prêtres égyptiens et leurs « démons terrestres » ([δαίμονες] περίγειοι / [daímones] perígeioi), que Zosime appelle aussi « gardiens des lieux » (οἱ κατά τόπον ἔφοροι / hoi katá tópon éphoroi). Il s'agit vraisemblablement des dieux égyptiens, qu'il présente comme des démons menteurs promettant le succès dans la pratique des teintures en échange de sacrifices. Zosime a manifesté un intérêt pour les pratiques des prêtres des temples égyptiens dans deux autres traités et semble les avoir considérés comme les derniers spécialistes de l'alchimie : dans Sur les appareils et les fourneaux, il mentionne avoir visité « l'antique sanctuaire de Memphis » où il a vu un fourneau tombé en pièces ; une traduction syriaque d'un traité de Zosime Sur le travail du cuivre montre aussi son intérêt pour des pratiques métallurgiques liées à la fabrication et la coloration des statues du culte égyptien,. Bien que Zosime attribuât les pratiques alchimiques de son temps à celle des prêtres égyptiens, il n'attribuait pas leur origine à un peuple ou à un groupe de prêtres en particulier, mais plutôt à l'enseignement des anges déchus, qui aurait été consigné dans un traité perdu intitulé le Chemeu. Plutôt que de suivre les traditions égyptiennes, qu'il croyait avoir été corrompues par l'influence de « démons », Zosime cherchait à reconstituer l'authentique doctrine alchimique par une exégèse méticuleuse des textes, et plus particulièrement par l'interprétation des textes attribués à Démocrite, qu'il croyait être le seul à avoir fait allusion au Chemeu,.
François Daumas voit un lien entre la pensée égyptienne et l'alchimie gréco-égyptienne, à travers la notion de pierre, pierre à bâtir ou pierre philosophale. Garth Fowden, cependant, juge l'interprétation de Daumas trop optimiste : « dans le cas de l'alchimie, les anciens Égyptiens sont connus pour s'être intéressés à l'origine et à la nature des pierres précieuses et des métaux, et les textes alchimiques grecs de l'Antiquité tardive contiennent diverses allusions à l'Égypte et à ses traditions, mais nous n'y trouvons rien d'analogue à l'évolution, sans solution de continuité, de la magie pharaonique à la magie gréco-égyptienne. Le même discours vaut pour l'astrologie ». Shannon Grimes a émis une thèse semblable à celle de Daumas, Festugière et Mertens. Selon Grimes, Zosime de Panopolis aurait été prêtre d'un culte égyptien et aurait adapté les traditions égyptiennes concernant la création et la consécration des statues de cultes, notamment le rite de l'ouverture de la bouche, aux traditions hébraïques et chrétiennes.

#### Liens avec les pratiques artisanales et la métallurgie
De nombreuses techniques artisanales sont connues dans l'Égypte hellénistique avant l'apparition de l'alchimie : la fonte des métaux (seulement sept métaux sont connus de l'Antiquité jusqu'à la Renaissance : or, cuivre, argent, plomb, étain, fer et mercure), la fabrication d'alliages (bronze et laiton), différentes techniques de métallurgie et d'orfèvrerie, le travail du verre, la fabrication de gemmes artificielles, la fabrication de cosmétiques,,.
Les différentes techniques de raffinage des minerais aurifères et argentifères sont particulièrement pertinentes à ce qui allait être appelé « alchimie ». Les premières techniques consistent à extraire les métaux précieux des minerais. Comme le mentionne Pline l'Ancien à la fin du Ier siècle, le mercure était utilisé pour séparer l'or du minerai. L'or et les argents se trouvant généralement mélangés l'un à l'autre ainsi qu'à d'autres métaux, la séparation de ces métaux était nécessaire à l'obtention d'or et d'argent de haut titre. Une première technique, la coupellation, permettait de séparer l'or et l'argent d'autres métaux, mais non pas l'or de l'argent,. Pour ce faire, on utilisait plutôt la cémentation, technique consistant à calciner l’alliage d'or et d'argent avec d'autres produits, dont le sel, dans des vases d'argile. Sous l'effet de la chaleur, l'argent du mélange réagit avec le sel et se colle aux parois du vase. Cette technique fut décrite par Agatharchide de Cnide dans un ouvrage cité par Diodore de Sicile et maintenant perdu,. Des fouilles archéologiques à Sardes ont aussi démontré qu'une technique de cémentation similaire à celle décrite par Agarthacide y fut utilisée.
Un lien peut-être plus fort encore peut être fait entre l'utilisation de mercure pour la dorure (le mercure y servant à coller des feuilles d'or sur un objet),, le rôle que cette technique jouait dans la coloration des statues et l'importance que le mercure revêt dans les commentaires alchimiques, notamment ceux de Zosime de Panopolis.

#### Les livres de recettes

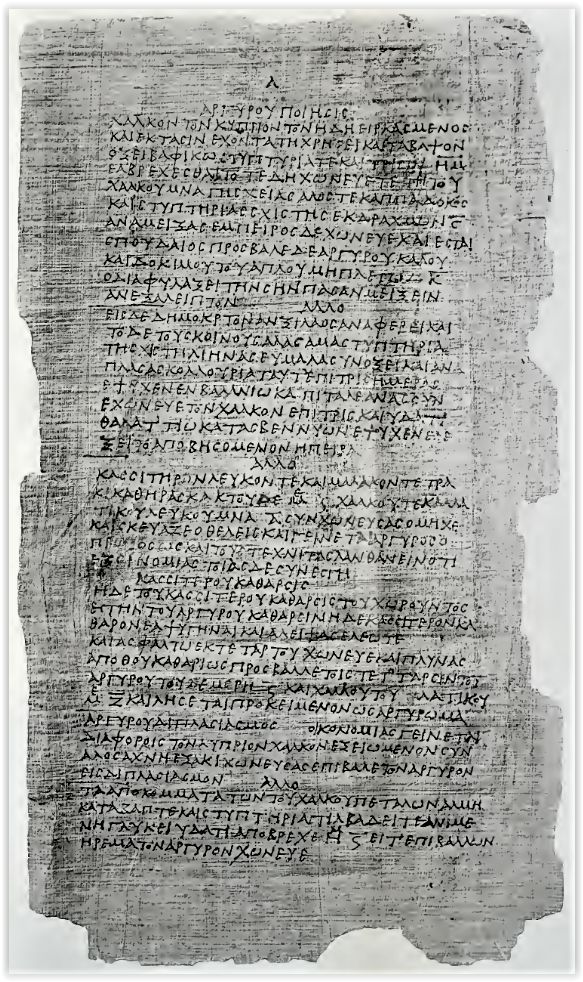
Une page du papyrus de Stockholm, III.

Les plus anciens textes grecs qu'on peut relier à l'alchimie sont les papyrus de Leyde et de Stockholm, écrits en grec et découverts en Égypte, et qui datent du IIIe siècle. Ils contiennent 250 recettes techniques qu'on peut répartir en quatre catégories visant à donner aux métaux l'aspect de l'or ou de l'argent et à imiter la coûteuse pourpre et les pierres précieuses (émeraudes, perles…). Ces recettes sont claires dans la mesure où on parvient à en identifier aujourd'hui les ingrédients. Les papyrus recettes contiennent des tests de la pureté des métaux précieux et communs, ce qui indique que leurs auteurs sont parfaitement conscients de la différence entre l'imitation et l'original. Une de ces recettes, par exemple, porte sur l'« eau de soufre », constituée d'un mélange de chaux, de soufre et d'urine ou de vinaigre, que l'on chauffe. Elle permet de donner à l'argent l'aspect de l'or par l'action en surface de polysulfures de calcium. Les premiers papyrologues ayant travaillé sur ces deux manuscrits s'accordent pour dire qu'ils sont l’œuvre du même copiste (ce même copiste serait par ailleurs l'auteur de manuscrits maintenant mieux connus sous le nom de « papyrus grecs magiques »). Considérés comme une seule œuvre, les manuscrits alchimiques de Leyde et de Stockholm portent sur l'imitation de quatre types de substances (l'or, l'argent, la teinture pourpre et les pierres précieuses). Cette même division se retrouve aussi dans la tradition des Quatre livres attribués à Démocrite, la plus ancienne tradition d'alchimie grecque que l'on connaisse,.
Le plus ancien texte du Corpus alchemicum graecum est le φυσικά και μυστικά / phusiká kai mustiká (« Questions naturelles et secrètes »), que l'on peut dater du Ier siècle. Faussement attribué au philosophe Démocrite d'Abdère du IVe siècle avant notre ère (on parle du Pseudo-Démocrite), ce texte a souvent été considéré au XXe siècle comme une version remaniée et interpolée d'un ouvrage plus ancien d'un auteur gréco-égyptien mal connu, Bolos de Mendès (entre 250 et 125 av. J.-C.) ; les études plus récentes ont conduit à rejeter cette hypothèse,,. Synésius l'alchimiste, au IVe siècle, identifie le maître au mage Ostanès, et le temple à celui de Memphis. Le texte présente des recettes techniques très similaires à celles des papyrus, destinées à imiter l'or, l'argent, le pourpre et les pierres précieuses ; mais il possède des éléments qui deviendront caractéristiques des textes alchimiques :
- la fausse attribution à des auteurs célèbres ou mythiques ;
- l'aspect initiatique : le Pseudo-Démocrite essaie sans succès d'invoquer du séjour des morts son maître décédé avant de lui avoir transmis ses secrets, mais finit par découvrir dans la colonne d'un Temple une formule résumant son art : « La nature se réjouit de la nature, la nature vainc la nature, la nature domine la nature ». Chaque recette est suivie d'une des trois propositions de la formule ;
- l'ambiguïté du langage : le texte joue sur le double sens de l'expression theion hudor qui peut signifier en grec « eau de soufre » ou « eau divine »[50]. Il utilise l'expression « notre plomb » pour désigner autre chose, probablement la stibnite (minerai d'antimoine)[51].

Pour Didier Kahn, c'est le premier traité d'alchimie connu, mais pour Lawrence Principe, il appartient encore à la littérature technique des recettes. Comme l'indiquait Robert Halleux : « En fait, il est extrêmement difficile de distinguer une recette technique d'une recette alchimique. La différence essentielle, la chimérique prétention de transmuter, ne joue qu'au niveau de la conscience de l'opérateur, car sous l'angle strictement technique, […] les procédés des alchimistes grecs sont des procédés de bijoutiers : alliage à bas titre, dorure ou argenture de métaux vils, vernis imitant l'or et l'argent. Il conviendra donc de replacer les recettes dans leur contexte à la fois technique et intellectuel ».

#### Zosime de Panopolis

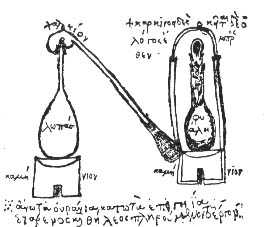
Schéma d'un alambic par Zosime de Panopolis, Collection des anciens alchimistes grecs, Marcellin Berthelot (1887–1888).

Selon Lawrence Principe, c'est vraisemblablement au cours du IIIe siècle que l'idée non plus d'imiter l'or et l'argent, mais de les fabriquer réellement émergea. Après le Physika kai mystika du Pseudo-Démocrite, on dispose d'une série de citations ou de courts traités attribués à des personnages mythiques ou célèbres (Hermès, Isis, Moïse, Agathodémon, Jamblique, Marie la Juive, Cléopâtre, Comarius, Ostanès, Pamménnès, Pibechius…, pour la plupart cités par Zosime de Panopolis (Rosinus dans les publications latines postérieures), qui, vers 300, est le premier alchimiste pour lequel on dispose d'écrits et de détails biographiques substantiels.
Ces détails restent essentiellement limités aux écrits de Zosime. La Souda, encylopédie datant de la fin du Xe siècle, l'appelle un philosophe (appellation ordinaire pour un auteur de textes alchimiques grecs) d'Alexandrie. La Souda est la seule source identifiant Zosime comme un Alexandrin, et la plupart des chercheurs s'accordent maintenant pour dire que Zosime était originaire de Panopolis. L'encyclopédie lui attribue aussi une œuvre en 28 volumes « appelée par certains Cheirokmêta » et une Vie de Platon. Aucune Vie de Platon ne nous est parvenue attribuée à Zosime et aucune collection de ses livres ne correspond exactement à la description faite des Cheirokmêta.

#### Les commentateurs

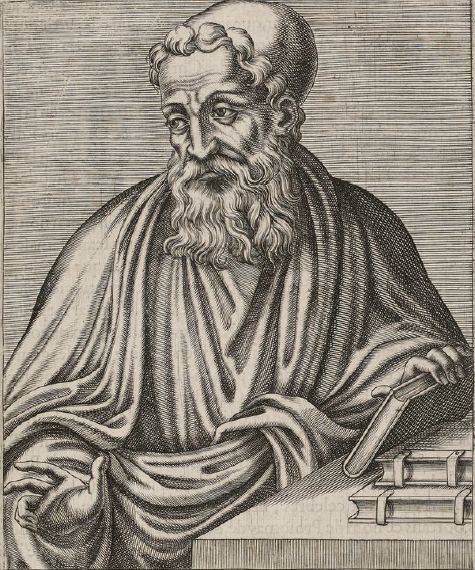
Synésios de Cyrène, « Synezius dict le Philosophe ».

Deux autres auteurs de cette période sont restés célèbres pour leurs commentaires ou leurs recettes : Olympiodore l'Alchimiste, qui est peut-être Olympiodore le Jeune (un recteur de l'école néoplatonicienne d'Alexandrie, en 541), et Synésius, qui est peut-être Synésios de Cyrène, ami et disciple de la philosophe néoplatonicienne Hypatie. Olympiodore le Jeune, au VIe siècle, sur l'analogie planètes-métaux, donne un système de correspondances, qui sera classique en alchimie : or-Soleil, argent-Lune, plomb-Saturne, électrum-Jupiter, fer-Mars, cuivre-Vénus, étain-Mercure.

#### Premières techniques alchimiques
Les alchimistes alexandrins utilisaient quatre types de techniques pour « produire » de l'or, techniques consignées dans des recettes :
- la fabrication d'alliages semblables à de l'or, composés de cuivre, d'étain et de zinc (comme le laiton ou le moderne « or de Mannheim », alliage de cuivre et de zinc utilisé en bijouterie) ;
- l'altération de l'or, en lui incorporant du cuivre et de l'argent dont les teintes rougeâtres et verdâtres des alliages avec l'or se compensent, ne modifiant pas la coloration initiale. Les alchimistes interprétaient cela comme la transformation de l'argent et du cuivre initial par l'or agissant comme une semence ;
- la dorure superficielle des métaux (les recettes parlent alors de teinture plutôt que de fabrication). Cela se faisait par trois méthodes : l'utilisation d'un vernis laque teinté, le traitement par des solutions pour former une couche de sulfures, et la corrosion en surface d'or altéré, pour ne laisser à l'extérieur qu'une couche d'or pur (l'agent corrosif étant probablement une sorte d'anhydride sulfurique obtenu par calcination de sulfates de fer et de cuivre) ;
- l'utilisation de substances volatiles dans des processus de distillation et de sublimation, permettant d'extraire l'« esprit » d'un corps et de l'y réintroduire.

### Alchimie byzantine
L’alchimie byzantine, très active à Alexandrie, regroupe les écrits et les pratiques métallurgiques de la dernière période gréco-égyptienne de l’alchimie. Elle recoupe une série de théories, de méthodes et de recettes concernant la coloration des métaux et la fabrication d’alliages. Bien que l’alchimie byzantine cherche entre autres à faire passer les métaux de valeur moindre pour des métaux plus riches, elle ne se limite pas exclusivement à cette fin. Elle hérite d’un ensemble de théories concernant la matière provenant des philosophies platoniciennes, aristotéliciennes, néoplatoniciennes et gnostiques, et qui proposent des buts purement spirituels et régénératifs. Elle s’inscrit aussi dans le monde militaire byzantin via des recherches liées à la production d’armes à feu que l’on reconnaît dans la fabrication et l’utilisation du feu grégeois.

#### Passage de l’alchimie gréco-égyptienne vers les Byzantins
Il est largement accepté que l’alchimie à Byzance est une directe descendante de l’alchimie gréco-égyptienne qui semble prendre son origine dans plusieurs facteurs. D’abord, elle prend sa source dans les pratiques égyptiennes d'orfèvrerie qui, dans le but de s’arroger les moyens de fabriquer artificiellement de l’or, ou encore de tout simplement simuler le précieux métal, expérimentent déjà avec les différents alliages et les colorations métalliques. Un autre facteur est la théorie ancienne qui postule l’unité de la matière et la nature composée des métaux, où toute substance est ultimement composée à partir d’une materia prima (en) qui prend ses spécificités par la présence de différentes qualités qui lui sont imposées. Les métaux, composés de ces qualités, pourraient être transmutés par la simple variation des proportions des éléments qui les constituent. À ceci s’ajoute l’idée que pratique et technique doivent être opérées par l’imitation de la nature : la nature est l’athanor de la création divine, et l’alchimiste, par ses travaux, parachève la nature en imitant ses moyens. Cette concordance obligatoire entre les travaux de l’alchimiste et ce qu’il observe s’opérer dans le monde extérieur dérive de la doctrine universelle des sympathies qui postule que tous les éléments du cosmos sont connectés par des liens occultes ; la qualité de ces liens qui relient une chose à une autre par force d’analogie est déterminée par la sympathie ou l’antipathie qu’elles éprouvent l’une pour l’autre.

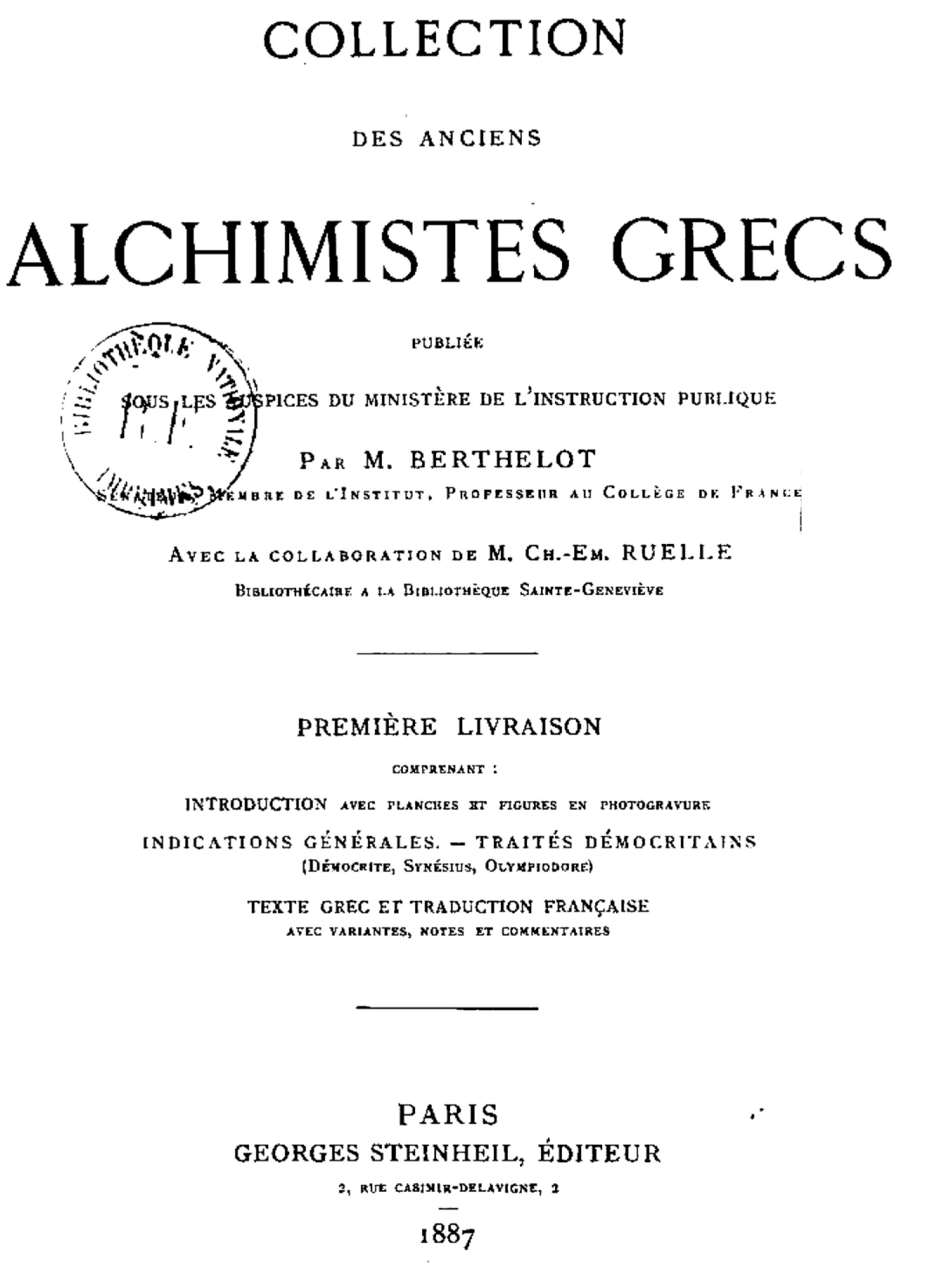
Collection des anciens alchimistes grecs, Marcellin Berthelot (1887-1888).

##### Corpus alchimique grec
L’alchimie a été connue des Byzantins à travers un corps de textes que l’historiographie nomme la collection alchimique grecque,. Elle a été transmise à travers quelques manuscrits médiévaux, tous écrits en grec : MS Marcianus graecus 299 (fin du Xe siècle), MS Parisinus graecus 2325 (XIIIe siècle), Bibliotheca Apostolica Vaticana 1174 (entre les XIVe et XVe siècles) et MS Parisinus graecus 2327 (copié en 1478). Ils furent apportés en France au XVIe siècle, par François Ier, qui à l’époque faisait acheter de grandes quantités de livres en Grèce et en Orient. Marcellin Berthelot en proposa une traduction française partielle en 1888.
Grâce à cette collection, les Byzantins ont eu accès aux écrits du Pseudo-Démocrite par son texte nommé Physica et mystica, mais surtout à ceux de Zosime de Panopolis, qu'ils tenaient dans une très haute estime. Le corpus contient aussi des auteurs proprement byzantins tels que Synésios de Cyrène, Olympiodore l’alchimiste, Stéphanos d’Alexandrie, le Chrétien, ainsi que le Philosophe anonyme.
Selon Jacques Sadoul, comme il est difficile de remonter plus loin que les manuscrits grecs, Byzance doit donc être considérée comme un des berceaux des pratiques métallurgiques.

##### L’héritage de Zosime de Panopolis
Zosime est le premier alchimiste pour lequel nous avons quelques détails biographiques. C’est particulièrement à travers le corpus alchimique grec, collectionné par les Byzantins, qu’il est connu.
Penseur très éclectique, il transmet entre autres des techniques qu’il attribue au Pseudo-Démocrite et à Marie la Juive, comme l’usage du bain-marie, qui tire son nom de cette dernière. Il est le premier à élaborer une interprétation spirituelle et cosmologique des pratiques alchimiques. Pour Zosime, le but final de la science hermétique est de spiritualiser la matière, c’est-à-dire de transformer, à l’aide de diverses techniques, la matière physique en matière spirituelle. Il associe cette transformation à une régénération solaire au centre de laquelle se retrouve le symbolisme de l’or. Cette vision du travail des métaux est au premier plan des croyances alchimiques tout au long du Moyen Âge et au-delà. Elle favorisera aussi sa rencontre avec la symbolique du sacrifice christique en établissant un parallèle entre la transmutation du physique vers le spirituel et le mystère de la transsubstantiation eucharistique. En effet, les chrétiens ont imaginé la Cène comme un acte de communion où la substance du pain et du vin est radicalement modifiée par l’effet de l’action rituélique. L’alchimie et l’Église chrétienne entretiennent toutes deux l’idée de la transmutation d’un élément en un autre, la première par le Grand œuvre et la seconde par la célébration de la messe.

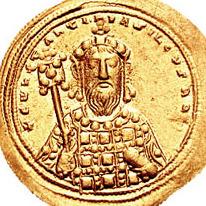
Nomisma d'or byzantin, figurant Constantin VIII.

##### Alliages et imitations
Malgré l’autorité que prêtent les Byzantins à Zosime, ses textes sont manifestement moins étudiés pour leurs perspectives transcendantales et mystiques que pour leurs aspects pratiques. La majorité des textes de la collection byzantine propose de nombreuses recettes concernant la coloration des métaux et la fabrication des alliages. Il faut donc en conclure qu’en dehors d’une certaine minorité, l’aspect spirituel de l’alchimie est beaucoup moins recherché que son aspect purement matérialiste. En effet, à Byzance, la production et le travail de l’or revêtent une importance à la fois politique et commerciale. La frappe des métaux pour la production des devises monétaires est une des spécialités de l’Empire et ce dernier n’hésite pas à employer des imitations sous forme d’alliage dans ce domaine. Dès le IVe siècle, l’empereur Constantin Ier entreprend une réforme monétaire qui voit l’apparition d’une nouvelle pièce de monnaie en or quasiment pur, le nomisma. Cette dernière prime dès lors dans les échanges internationaux, et ce, jusqu’à ce qu’elle souffre d’une profonde dévaluation au cours du XIe siècle. Il est probable que la position avantageuse d’être un régulateur des échanges commerciaux à travers l’Orient et l’Occident encouragea l’Empire byzantin à s’intéresser aux méthodes supposées de production artificielle de l’argent et de l’or.

##### Autres productions

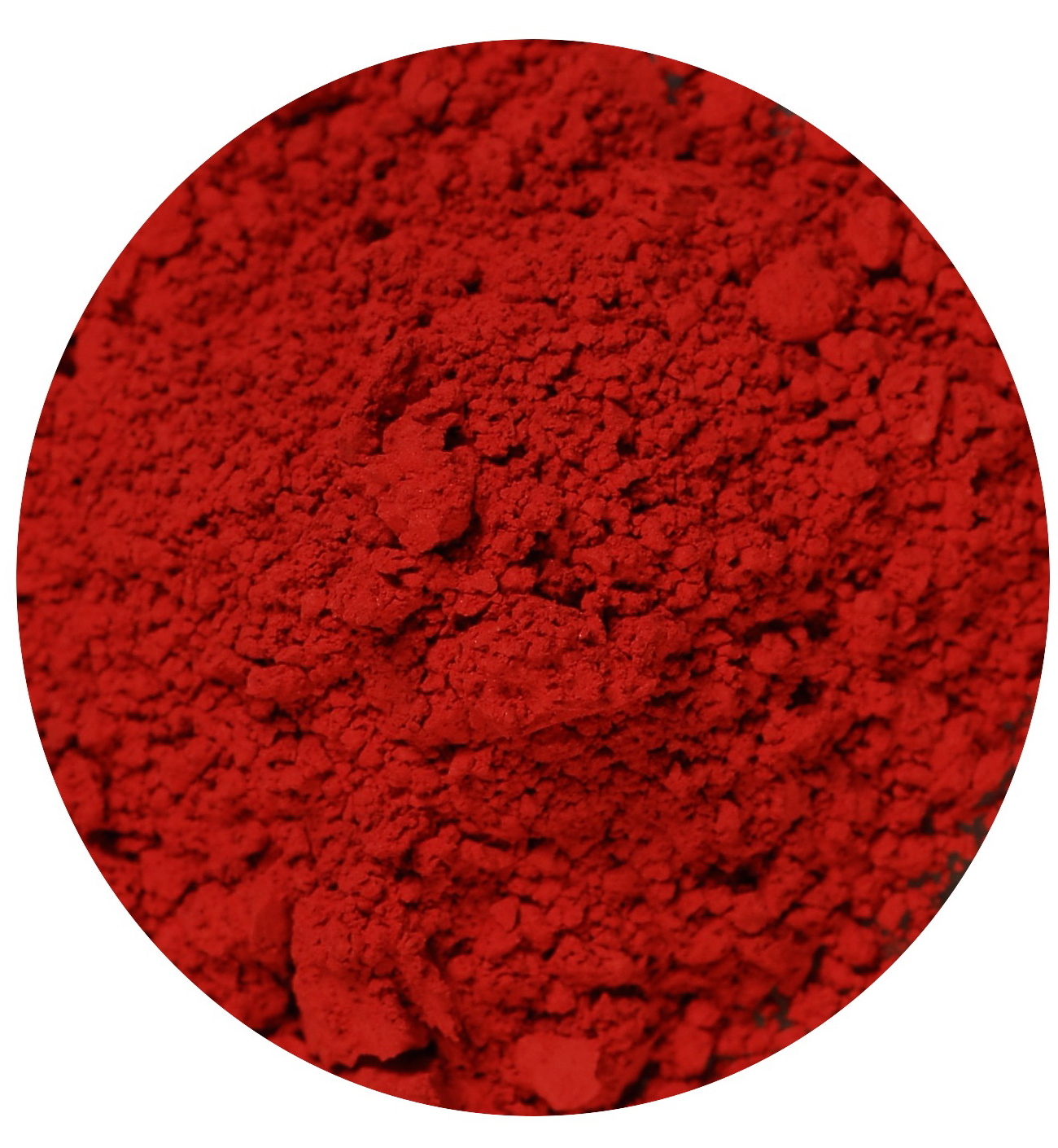
Pigment vermillon.

On trouve dans les textes plusieurs recettes qui ne concernent pas directement le travail des métaux, mais qui ont une grande importance pour le monde byzantin. Ainsi sont conservées des recettes pour faire de la chaux, matériau essentiel dans le raffinement des métaux, mais aussi largement utilisé, entre autres, dans le domaine de la construction (fabrication du mortier), dans la fabrication des fresques et pour fertiliser les terres.
Une autre matière de premier plan pour les Byzantins, fabriquée par les alchimistes, ou à tout le moins dont le secret de la confection fut conservé par eux, est le pigment de cinabre. Celui-ci entrait dans la fabrication de l’encre de couleur pourpre, essentielle au système bureaucratique de l’Empire byzantin pour permettre d’authentifier les actes de la chancellerie. La signature impériale, toujours autographe, était réalisée à l’encre de cinabre dont seul l’Empereur pouvait faire usage. La couleur rougeâtre du cinabre était associée à la pourpre impériale, d’où dérive un des titres que porte l’Empereur : Porphyrogénète, du grec ancien πορφύρα / porphúra, « pourpre ».
La fabrication des bières était aussi incluse dans le corpus de connaissance alchimique byzantine, et ceci probablement du fait que les alchimistes eux-mêmes voyaient l’œuvre alchimique comme le résultat d’une action en tout point similaire à la fermentation :

« Les Philosophes recommandent très souvent de fermenter la matière ; mais ils n’entendent pas toujours la même chose. Quelques fois ils parlent de la fermentation pour la confection de l’élixir, et quelques fois de la continuation du régime pour passer d’une couleur à une autre. »

Outre les produits précédemment mentionnés, la collection alchimique contient : un traité sur la fabrication des verres, un autre sur la coloration des pierres précieuses telles que les émeraudes, les escarboucles et les améthystes. Quelques recettes montrent comment créer des « perles » et comment les traiter. On y trouve aussi une recette pour la confection de la lessive et du savon, de la colle et des teintures pour la laine.

#### Les auteurs anciens

##### Olympiodore l’Alchimiste
Identifié à tort avec le philosophe et historien Olympiodore de Thèbes, Olympiodore d’Alexandrie, ou encore Olympiodore l’Alchimiste, est un philosophe alexandrin et néoplatonicien. Il serait né aux alentours de 500 et décédé après 564. On lui attribue un commentaire sur le livre Sur l’action de Zosime, et, d’une manière plus générale, sur les textes attribués à Hermès Trismégiste. Cette attribution est néanmoins questionnée et reçue par certains comme peu probable.

##### Pelagios le Philosophe
On attribue le traité alchimique Sur l’art divin et sacré à un certain Pelagios le Philosophe. Il est possible que Pelagios fasse référence à Pélagius, moine breton hérétique ayant terminé sa vie en Égypte, mais il est peu probable que le texte soit de sa main.

##### Jean l’Archiprêtre
Jean l’Archiprêtre en Évagie est un autre auteur présent dans la collection alchimique byzantine sur qui il est difficile de retrouver des informations. Il ne semble être que mentionné comme auteur du traité Sur l’art divin.

##### Stephanos d’Alexandrie
Stephanos d’Alexandrie était un professeur public et philosophe ayant vécu sous l’empereur Héraclius au VIIe siècle. Il enseignait les écrits de Platon et d’Aristote et se spécialisait dans les sujets du quadrivium. On lui connaît des commentaires sur Platon et sur Aristote, ainsi que des travaux de nature astronomique, astrologique, médicale et alchimique. Pour ses travaux alchimiques, il légua un important traité qui n’a pas été inclus dans la collection des alchimistes grecs de Marcellin Berthelot. Le texte se trouve imprimé dans sa version grecque dans le Physici et Medici Graeci Minores de Julius Ludwig Ideler et se nomme Sur le grand art sacré de faire de l’or.

#### Les commentateurs

##### Synésios de Cyrène
Un alchimiste du nom de Synésios (ou Synésius) est depuis longtemps associé à Synésios de Cyrène. Le rapprochement est déjà assumé chez Lenglet du Fresnoy en 1744. Le texte alchimique qui lui est attribué s'intitule Sur l’œuvre des Philosophes et on en a la traduction française dans la Bibliothèque des Philosophes Chymiques.
Synésios de Cyrène serait né vers 370 à Cyrène et décédé à Ptolémaïs aux alentours de 413. Il étudie la philosophie à Alexandrie et se situe dans le courant néoplatonicien. Il visite Athènes et se rend ensuite à Constantinople de 399 à 402. Il se convertit en épousant une chrétienne dont il a trois fils. Il retourne à Ptolémaïs, sur invitation, pour en devenir l’évêque en 411.

##### Le Chrétien et le Philosophe anonyme
Deux commentateurs byzantins majeurs et tous deux anonymes se trouvent dans la collection alchimique grecque : le Chrétien (Philosophus Christianus), auquel est attribué un traité de douze chapitres nommé Sur la constitution de l’or, et le Philosophe anonyme, auteur de trois courts textes : Sur l’eau divine du blanchiment, Sur la pratique de la Chrysopée et La musique et la chimie.

##### Cosmas
Cosmas est un autre alchimiste byzantin sur lequel les informations manquent. Selon le titre de son ouvrage, Explication de la science de la Chrysopée par le saint moine Cosmas, il proviendrait du monde monastique, sans qu'on sache à quel monastère il se rattache. Selon F. Sherwood Taylor, la rédaction du texte doit être située aux alentours de l’an mil de par l’emploi de certains termes barbares.

##### Nicéphore Blemmydès
Un autre texte du corpus alchimique grec est attribué au constantinopolitain Nicéphore Blemmydès. Après la conquête de Constantinople, en 1204, il se réfugie en Bithynie où il poursuit de longues études dans l’ensemble des domaines de connaissances prisées de son époque. En 1234, il est ordonné prêtre et fait son entrée dans la vie monastique. À sa mort, il laisse une œuvre imposante, à la mesure de la légende faisant de lui l’un des hommes les plus savants de son temps. Son traité alchimique s'appelle La Chrysopée.
D’autres auteurs et commentateurs alchimiques mineurs ont légué des textes à travers la Collection alchimique grecque. La plupart d’entre eux sont anonymes. Parmi ceux qui mentionnent leur nom, on trouve Héliodore, Theophrastos, Hierotheos, Archelaos.

#### Feux grégeois et militarisation de l’alchimie

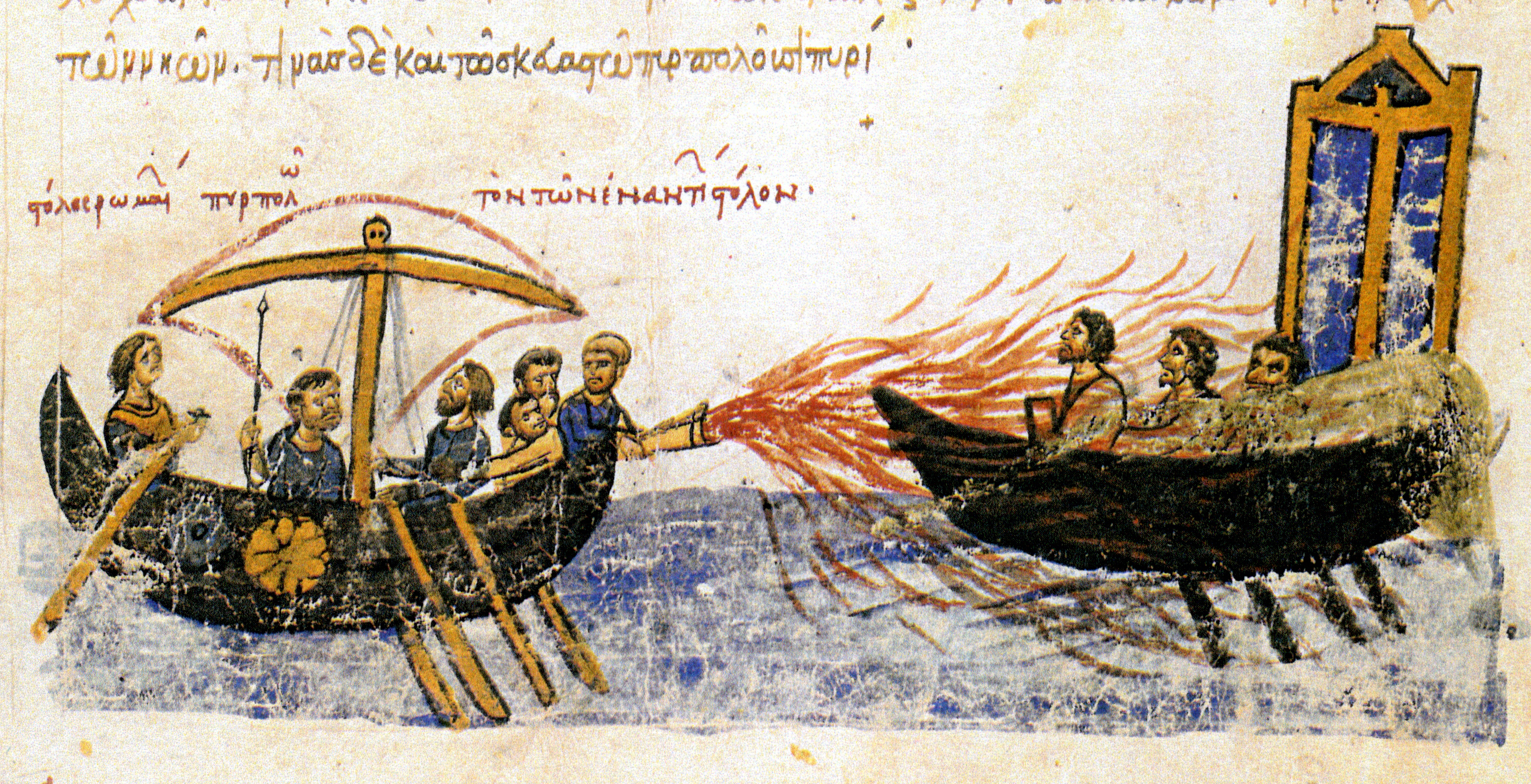
Στόλος Ρωμαίων πυρπολῶν τὸν τῶν ἐναντίων στόλον, « La flotte romaine brûle la flotte opposée » : un navire byzantin utilise du feu grégeois contre celui de Thomas le Slave, 821. Illustration des Chronique de Skylitzès de Madrid, seconde moitié du XII.

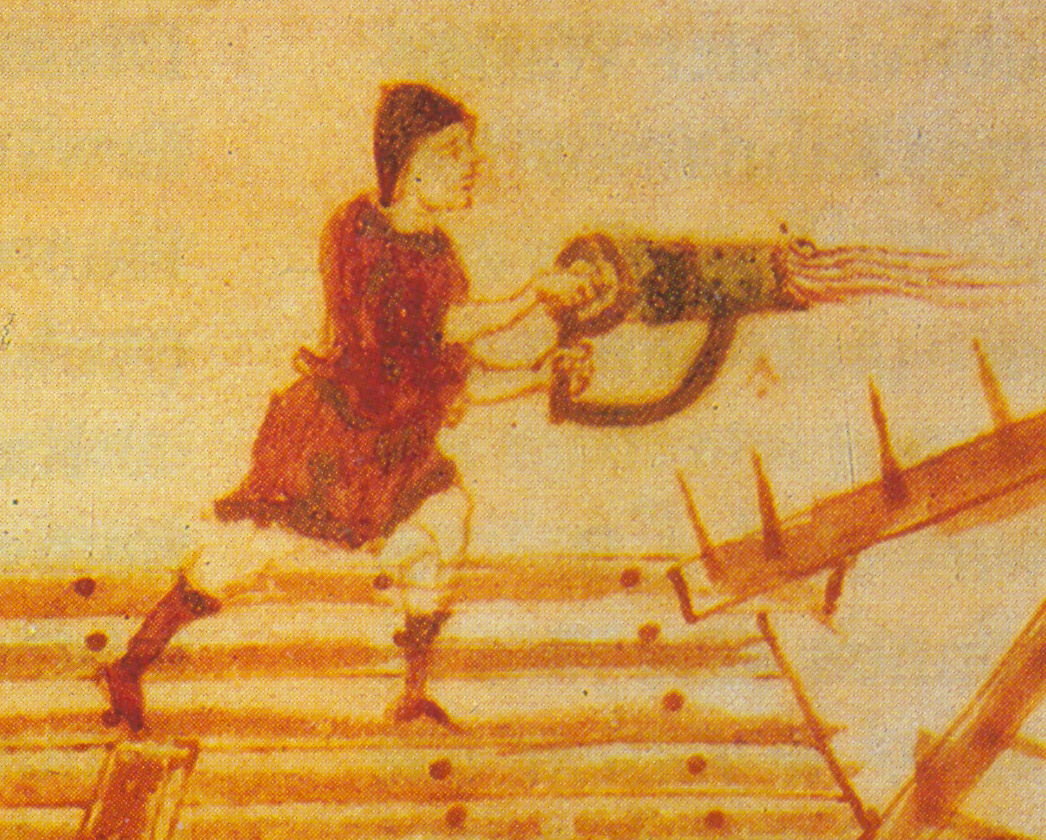
Siphon à main pour la projection du feu grégeois. Détail d'illustration de la Poliorcétique de Héron de Byzance, X.

L’alchimie intéressait les élites pour les perspectives de richesses qu’elle leur faisait miroiter certes, mais aussi pour des raisons de pouvoir militaire. En tout point les Byzantins sont les héritiers des techniques militaires propres à la civilisation gréco-romaine, mais ils n’hésitent pas à utiliser les recherches alchimiques pour mettre en place de nouvelles armes de guerre. Très peu est connu de ce que l’on appelle le feu grégeois, mais son invention place sans aucun doute les Byzantins à l’avant-plan dans l’invention des armes à feu qu’on attribuait jusqu’alors aux Chinois. L’appareil était particulièrement utilisé sur les bateaux, comme pour repousser les invasions arabes, à deux reprises, lorsqu’ils assiègent Constantinople. Jean Skylitzès en donne un exemple illustré dans sa Chronique dont le manuscrit est conservé à Madrid. Il était aussi utilisé lors des sièges et parfois manié à l’aide d’un appareil portable nommé siphon. L’aspect moderne d’une telle arme, malgré l’époque reculée à laquelle elle appartient, rappelle sans nul doute certaines technologies contemporaines telles que le lance-flammes ou le napalm.
Il est possible que l’invention du feu grégeois, ainsi que son secret si bien gardé, soit en relation avec la situation précaire de la défense du territoire à laquelle l’Empire byzantin doit faire face. Celui-ci est constamment menacé, de sa création jusqu’à sa chute, par diverses forces militaires : les Persans, suivis par les Arabes à l’est, les Avares au sud menacent les territoires en Afrique, les Bulgares à l’ouest et plus tard les chrétiens d’Occident avec les croisades. La possession d’une arme aussi impressionnante que le feu grégeois est un net avantage dans une situation aussi hostile.
Bien que la technique du feu grégeois ait été en partie perdue, il reste quelques bribes de recettes dans le Liber Ignium (Le livre des feux) de Marcus Graecus, conservé dans le manuscrit latin arii tractatus de alchimia. Une version latine imprimée fut publiée en 1804 et Ferdinand Hoefer en donne une traduction française dans son Histoire de la chimie depuis les temps les plus reculés en 1842.

#### La situation de l’alchimie dans l’Empire byzantin

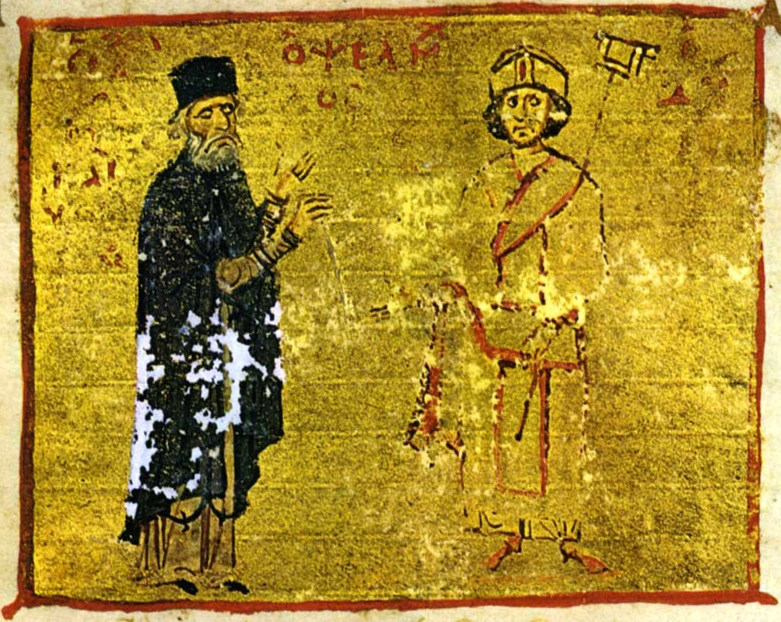
Michel Psellos (à gauche) avec son étudiant l'empereur Michel VII Doukas, Codex 234, f. 245a,, Monastère du Pantocrator, Mont Athos.

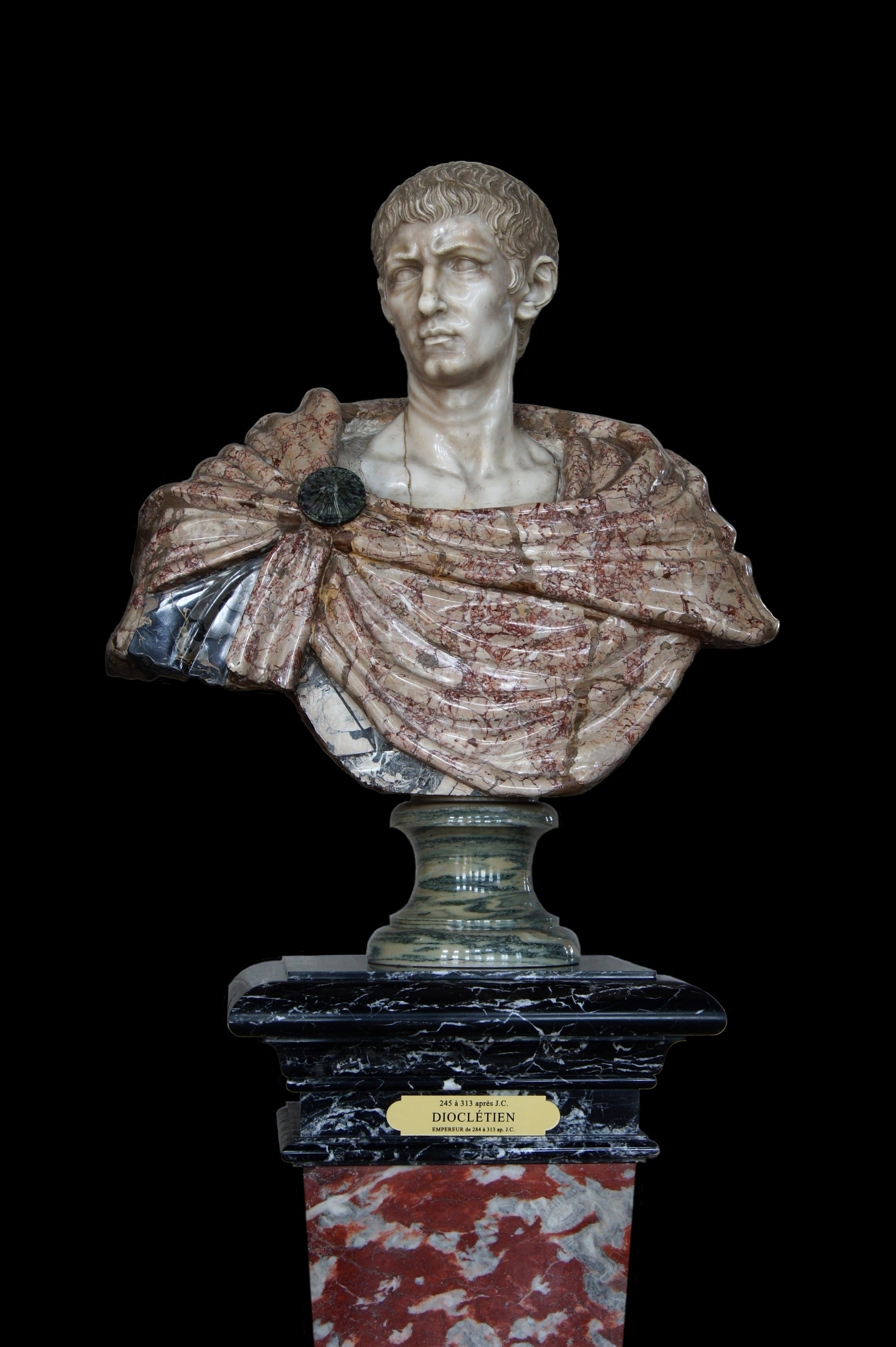
L'empereur Dioclétien passe un décret qui rend l'alchimie illégale à travers l'Empire romain.
Buste de marbre, sculpté au XVII à Florence, exposé au château de Vaux-le-Vicomte.

L’intérêt que les Byzantins portent à l’alchimie est évident et se démontre dans leur désir de collectionner les écrits grecs anciens, la rédaction de commentaires et la production d’écrits originaux. Malgré les rapprochements éventuels entre les théories alchimiques et le dogme chrétien, l’alchimie qui fleurit à Byzance est essentiellement de nature païenne par ses aspects gnostiques et néoplatoniciens.
Mais l’alchimie est officiellement une activité illégale à l’intérieur des frontières byzantines dès lors que Dioclétien, en 297, publie un édit la condamnant et ordonne de brûler les livres des anciens Égyptiens qui traitent de la fabrication de l’argent et de l’or. Ce statut d’illégalité explique peut-être que la quasi-totalité des alchimistes byzantins semblent cantonnés aux frontières de l’Empire et proviennent surtout d’Alexandrie en Égypte. Cela pourrait aussi expliquer que la majorité des écrits alchimiques sont anonymes ou pseudépigraphes.
Malgré cet interdit, la transmission de l'alchimie byzantine ne se limite pas à quelques cercles d’adeptes. Joseph Bidez montre qu’elle jouit d’une diffusion relative dans les élites en citant la lettre du moine et écrivain du XIe siècle Michel Psellos adressée au patriarche Michel Cérulaire : elle traite de points concernant l’alchimie, l’astrologie et la démonologie dont le patriarche est curieux. Cette épître est suffisante pour que, plus tard, on considère Michel Psellos comme étant lui-même un alchimiste d’autorité. On retrouve d’ailleurs un sceau contenant son nom dans la collection latine de textes alchimiques Bibliotheca Chemica Curiosa de Manget imprimée en 1702.
Mais malgré le fond résolument païen de l’alchimie à cette époque, l’ensemble des alchimistes byzantins sont essentiellement chrétiens, et l’art sacré semble jouir d’un certain essor dans le milieu monastique grâce à des auteurs comme Cosmas, Michel Psellos et Nicéphore Blemmydès.

### Alchimie en terre d'Islam

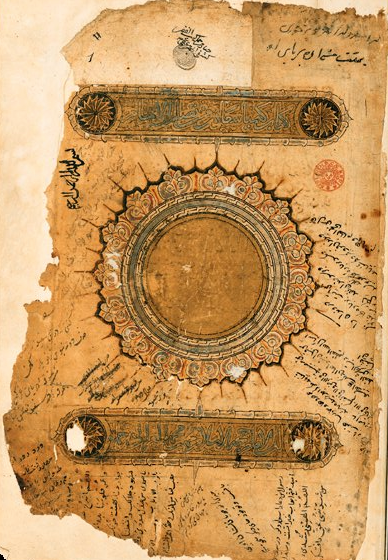
L'Alchimie du bonheur, d'Al-Ghazâlî, manuscrit persan de 1308, Bibliothèque nationale de France.

L'alchimie arabe naît en 685 quand, selon la légende, le prince Khâlid ibn al-Yazîd commande au moine Marianus (ou Morienus), élève de l'alchimiste Étienne d'Alexandrie (vers 620), la traduction en arabe de textes alchimiques grecs ou coptes,.
Aux VIIIe – Xe siècles apparaît le Corpus Jabirianum, attribué à Jâbir ibn Hayyân,,. Jâbir ibn Hayyân, dit Geber (vers 770), pose comme première triade celle du corps, de l'âme et de l'esprit. Il insiste sur l'élixir comme remède et panacée, et cet élixir n'est pas seulement minéral. Geber propose aussi le septénaire des sept métaux : or (Soleil), argent (Lune), cuivre (Vénus), étain (Jupiter), plomb (Saturne), fer (Mars), vif-argent (Mercure) ; un autre septénaire est celui des opérations : sublimation, distillation ascendante ou descendante (filtration), coupellation, incinération, fusion, bain-marie, bain de sable. L’argyropée est une étape, non une chute : elle s’intègre dans l’œuvre. Les quatre éléments et les quatre qualités élémentaires sont autonomes. Dans toute substance des trois règnes, il est possible d’augmenter, de diminuer la proportion, voire de faire disparaître le chaud, le froid, etc. et ainsi d'obtenir une tout autre substance.
On attribue à Geber la découverte de l'acide nitrique, obtenu en chauffant du salpêtre KNO3 en présence de sulfate de cuivre (CuSO4⋅5H2O) et d'alun (KAl(SO4)2⋅12H2O), et celles de l'acide sulfurique (le vitriol) et de l'eau régale. Il a également isolé l'antimoine et l'arsenic de leurs sulfures (stibine et orpiment/réalgar).
Un certain nombre de traités arabes médiévaux de magie, d’astrologie ou d’alchimie sont attribués à Balînâs Tûwânî (Apollonios de Tyane). Au IXe siècle (vers 825), en lien avec ce mage pythagoricien, le Livre du secret de la Création. Kitâb sirr al-Khaleqa donne en arabe le texte de la Table d’émeraude, qui joue un rôle essentiel dans la tradition hermético-alchimique.

« C'est ici le livre du sage Bélinous [Pseudo-Apollonius de Tyane], qui possède l'art des talismans : voici ce que dit Bélinous. […] Il y avait dans le lieu que j'habitais [Tyane] une statue de pierre, élevée sur une colonne de bois ; sur la colonne, on lisait ces mots : « Je suis Hermès, à qui la science a été donnée… » Tandis que je dormais d'un sommeil inquiet et agité, occupé du sujet de ma peine, un vieillard dont la figure ressemblait à la mienne se présenta devant moi et me dit : « Lève-toi, Bélinous, et entre dans cette route souterraine, elle te conduira à la science des secrets de la Création… » J'entrai dans ce souterrain. J'y vis un vieillard assis sur un trône d'or, et qui tenait d'une main une tablette d'émeraude… J'appris ce qui était écrit dans ce livre du Secret de la Création des êtres… [Table d'émeraude :] Vrai, vrai, indiscutable, certain, authentique ! Voici, le plus haut vient du plus bas, et le plus bas du plus haut ; une œuvre des miracles par une chose unique… »

Râzî (860-923), appelé Rhazès en Occident, a laissé un Livre des secrets. Kitâb al-asrâr de grande influence.
L'encyclopédie des Frères de la pureté (Ikhwân as-Safâ, 963) contient une section sur l'alchimie.
Le philosophe Algazel (Al-Ghazali 1058-1111) parle d'une alchimie de la félicité (kimiyâ es-saddah), mais il est plutôt opposé à la pratique alchimique.

### Alchimie durant le Moyen Âge

#### Traductions et influence de l'alchimie arabe

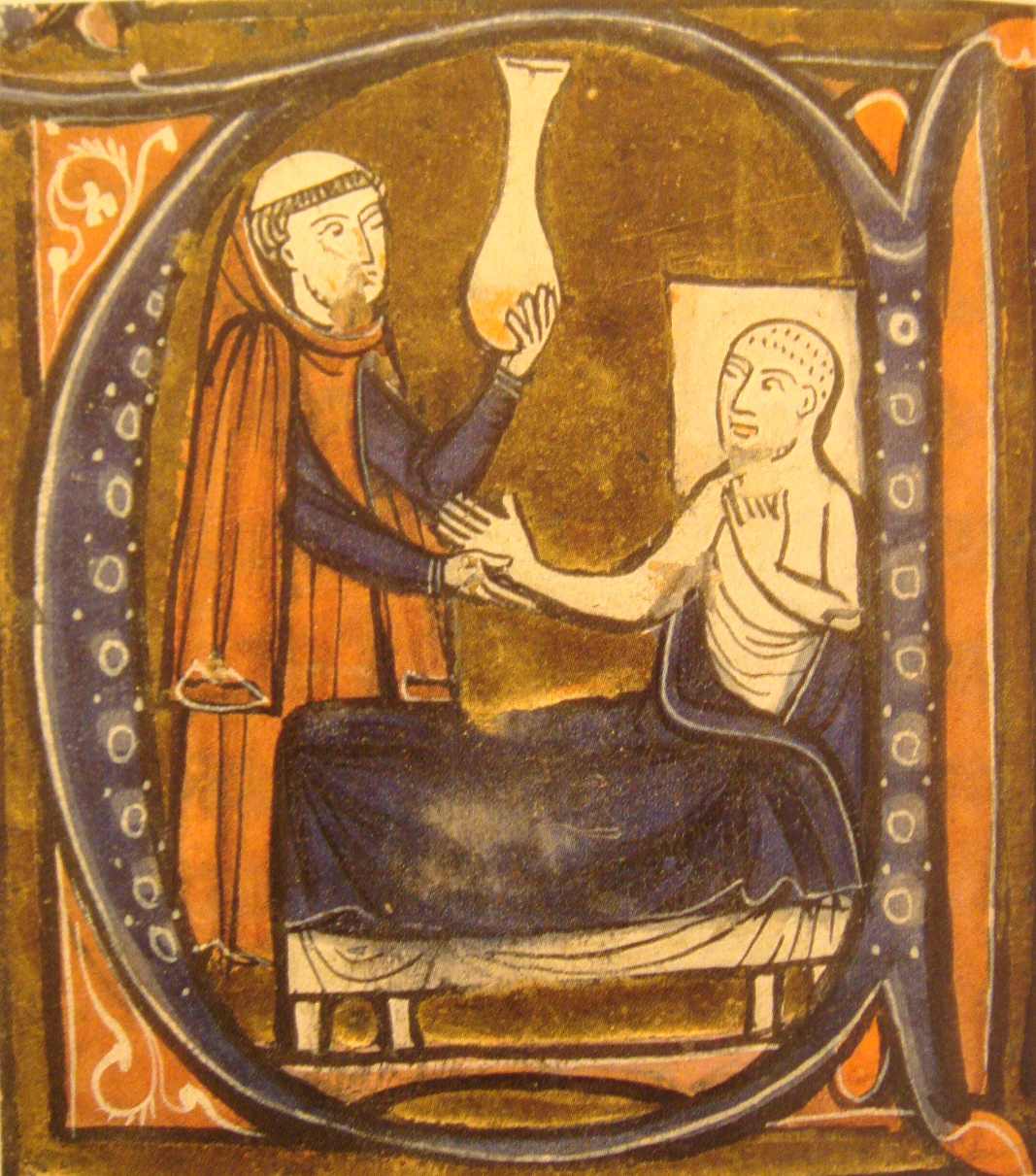
Al-Razi, dans le Recueil des traités de médecine de Gérard de Crémone (1250-1260).

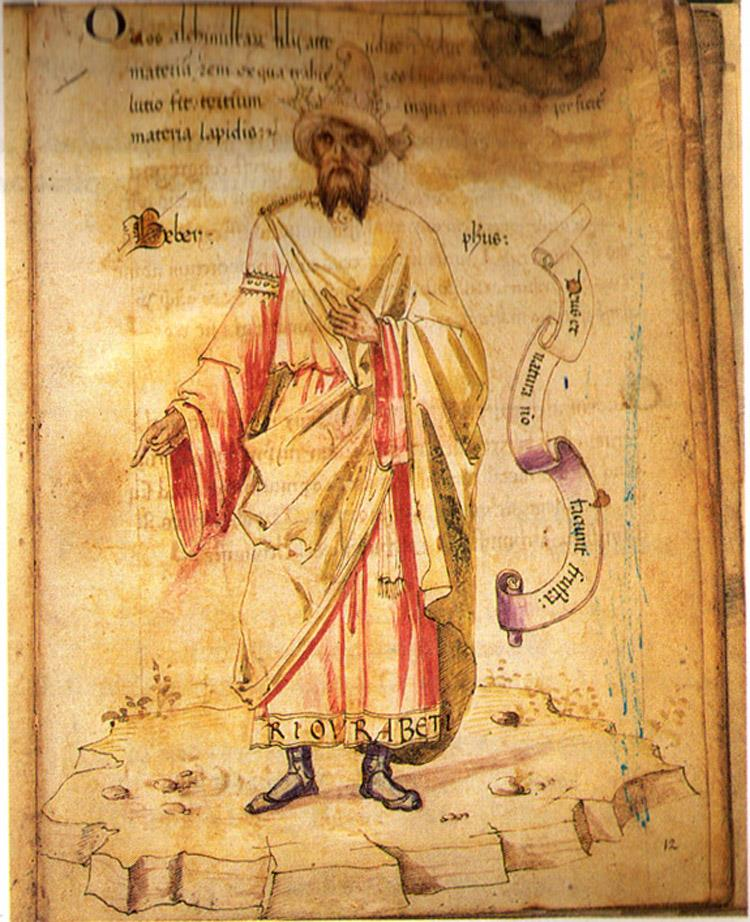
Jabir ibn Hayyan (Geber), portrait européen du XVe siècle copié du Codici Ashburnhamiani, 1166, Biblioteca Medicea Laurenziana, Florence.

L'alchimie arabe, qui connaît son apogée entre le IXe siècle et le XIe siècle, va largement et rapidement se diffuser dans l'Occident chrétien sous la forme de traductions latines à partir du milieu du XIIe siècle. L'une des toutes premières est le Morienus : Robert de Chester, en 1144, traduit en latin un livre arabe de Morienus Romanus, le Liber de compositione alchemiae quem edidit Morienus Romanus,,, qui dit : « Puisque votre monde latin ignore encore ce qu'est Alchymia et ce qu'est sa composition, je l'expliquerai dans ce livre. Alchymia est une substance corporelle composée d'une chose unique, ou due à une chose unique, rendue plus précieuse par la conjonction de la proximité et de l'effet ». Vers la même époque, Hugues de Santalla traduit le Livre du secret de la création attribué à Balinous (le nom arabe d'Apollonios de Tyane qui comprend la première version latine de la Table d'émeraude). Et le franciscain Gérard de Crémone (~1114-~1187) traduit le Liber divinitatis de septuaginta (Livre des septantes) de Jabir ibn Hayyan (dont la plupart des textes qui lui seront ensuite attribués sont des créations latines) et des textes faussement attribués à Rhazès.
Le passage du Kitâb al-Shifâ’ (vers 1020) dans lequel Avicenne (Ibn Sīnā) s'oppose à l'alchimie est traduit en latin sous le titre De congelatione et conglutinatione lapidum (« De la congélation et de la conglutination de la pierre »), par Alfred de Sareshel vers 1190. Mis en annexe du livre IV des Météorologiques, dans lequel Aristote discute de la nature et de la formation des métaux, il sera attribué à ce dernier et influencera tant les alchimistes que leurs opposants,. L’or est fait de mercure et de soufre combinés sous l’influence du Soleil. Une phrase célèbre marque les esprits : « Que les alchimistes sachent qu’ils ne peuvent transmuter les espèces métalliques » (« Sciant artifices alchemiae species metallorum transmutari non posse »).
Cette vague de traductions se poursuit au XIIIe siècle et de nombreux textes arabes sont mis sous le nom d'autorités antiques, philosophes comme Socrate et Platon, Aristote, Claude Galien, Zosime de Panopolis (latinisé en Rosinus, et lui effectivement alchimiste), ou figures mythiques comme Hermès Trismégiste, Apollonios de Tyane, Cléopâtre.
Avec ce corpus traduit de l'arabe, outre un certain nombre de termes techniques comme alambic ou athanor, l'alchimie latine va hériter de ses principales thématiques et problématiques : l'idée que les métaux se forment sous la Terre sous l'influence des planètes à partir de soufre et de mercure, et que l'alchimie vise à reproduire, accélérer ou parfaire ce processus ; l'analogie entre alchimie et médecine, sous la forme de l'élixir ; la connotation religieuse, le dieu créateur étant vu comme le modèle de l'alchimiste ; la question de la diffusion ou du secret de la connaissance alchimique.
Plusieurs traditions sont représentées dans ces textes : des traités pratiques et clairs, parmi lesquels ceux issus de l'école de Geber et de Rhazès, et le De anima in arte alchemia attribué à Avicenne, qui reflètent une véritable recherche expérimentale ; des traités de recettes reprenant la forme du Secretum secretorum (attribué à Rhazès et traduit par Philippe de Tripoli vers 1243) ; et des textes allégoriques dont le Morienus, la Turba philosophorum et la Tabula Chemica de Senior Zadith (Ibn Umail). Le Pseudo-Geber (Paul de Tarente, auteur de La somme de perfection. Summa perfectionis, 1260),,, le Pseudo-Arnaud de Villeneuve (Rosarius, av. 1332), Gérard Dorn (Clavis totius philosophiae chymisticae, 1566) reprendront l'idée de mêler pratique et allégorie.

#### Alchimie médiévale latine

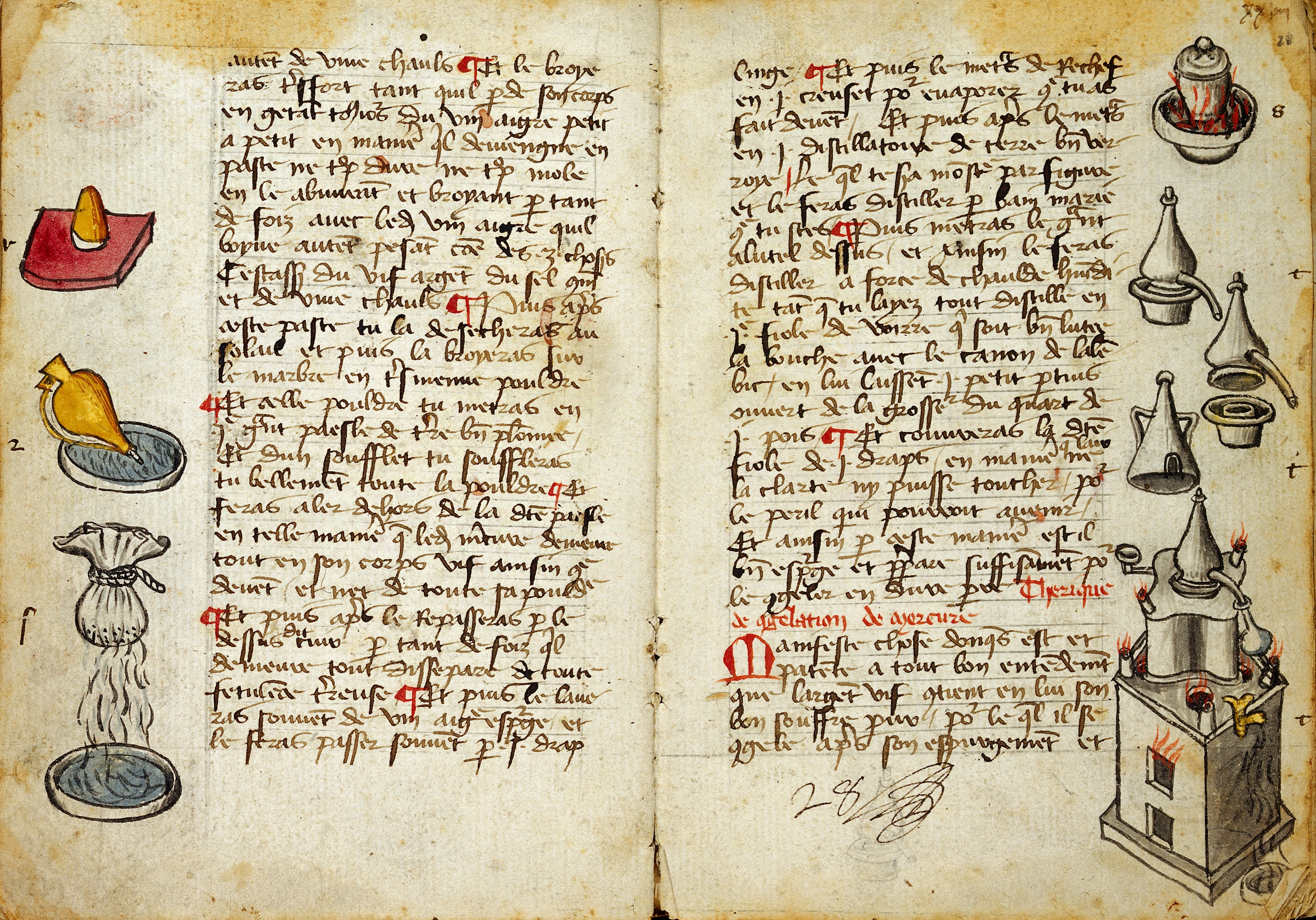
Illustrations d'appareils d'alchimie, Ymage de Vie, anonyme, XVe siècle.

Vers 1210, le savant Michael Scot écrit plusieurs traités alchimiques : Ars alchemiae, Lumen luminum. Il est le premier à évoquer les vertus médicales de l’or potable ; Roger Bacon (Opus majus, 1266 ; Opus tertium, 1270), le Pseudo-Arnaud de Villeneuve (Tractatus parabolicus, vers 1330), le paracelsien Gérard Dorn (De Thesauro thesaurorum omnium, 1584) poursuivront dans ce sens.
Vers 1250, Albert le Grand admet la transmutation, il établit l’analogie entre la formation du fœtus et la génération des pierres et métaux. Il défend la théorie du soufre et du mercure. Il est sans doute l'auteur d'Alkimia ou d'Alkimia minor, mais pas des autres traités, tels que Semita recta, ou Le composé des composés (Compositum de compositis). Thomas d'Aquin n'est pas alchimiste, quoiqu'on lui attribue L'aurore à son lever (Aurora consurgens), qui présente l'alchimie comme une quête de régénération spirituelle, intérieure, en date de 1320.
Roger Bacon s'est intéressé à l'alchimie dans son Opus minus (1267), dans son Opus tertium, dans son commentaire au Secret des secrets (1275-1280) qu'il croit à tort d'Aristote ; mais Le miroir d'alchimie (Speculum alchimiae) date du xve siècle : il est d'un Pseudo-Roger Bacon. Bacon (Opus majus, 1266) soutient que la médecine des métaux prolonge la vie et que l’alchimie, science pratique, justifie les sciences théoriques (et non plus l’inverse) : le premier, il voit le côté double (spéculatif et opératoire) de l'alchimie.

Pour le Pseudo-Roger Bacon : 

« L'alchimie est la science qui enseigne à préparer une certaine Médecine ou élixir, laquelle étant projetée sur les métaux imparfaits, leur donne la perfection dans le moment même de la projection. »

Les deux principes ou Substances étaient le soufre et le mercure, un troisième s'ajoute dès la Somme de la perfection (Summa perfectionis) (1260) : l'arsenic. L'ouvrage est attribué à l'Arabe Geber (Jâbir ibn Hayyân), mais il est du Pseudo-Geber, ou Geber latin, Paul de Tarente.
Les auteurs les plus caractéristiques sont Arnaud de Villeneuve (1245-1313), Denis Zachaire, le Pseudo-Lulle (début du XVe siècle), le chanoine George Ripley, le prétendu Bernard le Trévisan.
L'année 1330 est la date de La nouvelle perle précieuse (Pretiosa margarita novella), de Petrus Bonus, qui est un discours théologique. L'auteur distingue recherche scientifique et illumination divine. Il est le premier à faire une lecture alchimique des grands mythes antiques, comme la Toison d’or, Pan, les métamorphoses d'Ovide, Virgile, etc. ; il sera suivi par Augurelli, Pic de la Mirandole, Giovanni Bracesco (✝ 1555), Dom Pernéty. Petrus Bonus soutient la théorie du mercure seul. Le premier, il compare la pierre philosophale au Christ : si le processus du Grand Œuvre correspond à la vie humaine (conception, gestation, naissance, croissance, mort), il correspond aussi aux mystères de la religion chrétienne (incarnation et passion du Christ, Jugement dernier, mystère de la Sainte-Trinité, etc.).
Vers 1350, Rupescissa (Jean de Roquetaillade) (De consideratione quintae essentiae) assimile élixir et alcool, comme un cinquième Élément, une quintessence donc, qui peut prolonger la vie. Il dit que l’on peut extraire cette quintessence de toutes choses, du sang, des fruits, du bois, des fleurs, des plantes, des métaux, d’où certains remèdes. Il fait une alchimie distillatoire, car, pour lui, la quintessence est un distillat extrêmement puissant qui peut s’extraire de l’alcool distillé mille et une fois. Cette théorie de la quintessence introduit l’idée du « principe actif » possédant au centuple les mêmes propriétés que les simples, dont Galien avait détaillé les effets bénéfiques sur le plan humain.

#### Alchimie et christianisme
L'Église catholique n'a jamais condamné comme hérésie l'alchimie en tant que telle. Les condamnations ne sont faites que dans des cadres limités : celle des faux-monnayeurs et des magiciens, la discipline interne aux ordres mendiants (franciscains et dominicains), et au XVIIe siècle la dénonciation des libertins,,. Un exemple parlant est celui de Dante. Il condamnait déjà au début du XIVe siècle les alchimistes : dans sa Divine Comédie, il les place au huitième cercle de l'enfer, aux côtés des fraudeurs et des faussaires. L'idée d'une condamnation officielle par l'Église n'apparaît qu'avec les occultistes du xixe siècle.
En 1273, 1287, 1289, 1323, 1356 et 1372, les chapitres généraux des Dominicains intiment aux frères de remettre à leurs supérieurs les écrits d'alchimie ou (en 1321) de les détruire,. En 1295, la législation des franciscains leur interdit de détenir, lire, écrire des livres d'alchimie,.
Élie de Cortone, Gérard de Crémone, Roger Bacon, Jean de Roquetaillade sont des franciscains.
Dans le Tractatus parabolicus du Pseudo-Arnaud de Villeneuve (milieu du XIVe siècle), pour la première fois, l’image du Christ (sa vie, sa Passion, et sa résurrection) est comparée à la pierre philosophale. L'alchimie devient, dès lors, chrétienne. Selon le Pseudo-Lulle : « De même que Jésus-Christ a pris la nature humaine pour la délivrance et la rédemption du genre humain, prisonnier du péché par la suite de la désobéissance d'Adam, de même, dans notre art, ce qui est souillé criminellement par une chose est relevé, lavé et racheté de cette souillure autrement, et par la chose opposée. » Toujours à la même époque (1350), Jean de Roquetaillade établit le lien entre Grand Œuvre et Passion du Christ.

### Alchimie durant la Renaissance

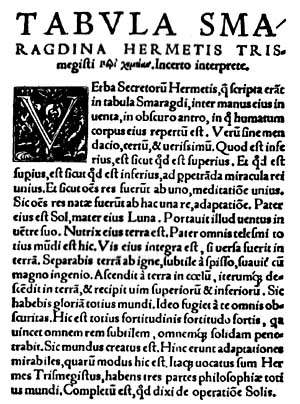
La Table d'émeraude (version latine). Extrait du De Alchimia, Chrysogonus Polydorus (peut-être un pseudonyme du théologien luthérien Andreas Osiander), Nuremberg, 1541.

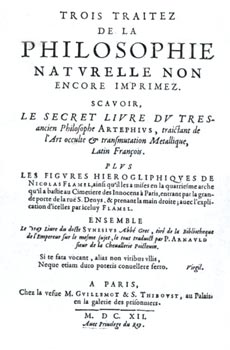
Trois traitez de la philosophie naturelle, contenant notamment
Les figures hiérogliphiques,
Nicolas Flamel, 1612.

À la Renaissance est publié le poème L'ordinaire d'alchimie (1477) de Thomas Norton.
Denis Zachaire déclare avoir réussi à transmuter du mercure en or le jour de Pâques 1550 :

« Il ne se passait jour que je ne regardasse d'une fort grande diligence la parition des trois Couleurs [noir, blanc, rouge] que les philosophes ont écrit devoir apparaître avant la perfection de notre divine œuvre, lesquels (grâce au Seigneur Dieu) je vis l'une après l'autre, si bien que le propre jour de Pâques [1550]. Après j'en vis la vraie et parfaite expérience sur l'argent vif [mercure] échauffé dedans un crisot [creuset], lequel se convertit en fin or devant mes yeux à moins d'une heure par le moyen d'un peu de cette divine poudre. Si j'en fus aise, Dieu le sait ; je ne m'en vantis pas pour cela. »

Quand Rodolphe II de Habsbourg est empereur (1576-1612), la capitale de l'alchimie est Prague. Les adeptes de l'époque y convergent : Heinrich Khunrath (auteur de l'Amphitheatrum sapientiae aeternae, 1602), Oswald Crollius, Michael Maier (auteur, entre autres, de Les Arcanes très Secrets, 1613, et de l’Atalante fugitive, 1618).
L'ouvrage régulièrement attribué à Nicolas Flamel, Le livre des figures hiéroglyphiques, qui donne une interprétation alchimique de l'arche du cimetière des Innocents à Paris, n'a pas été écrit par Nicolas Flamel, qui ne fit jamais d'alchimie,. Le livre est daté de 1399, mais il ne fut édité qu’en 1612 : il n'a pu être écrit que vers 1590, peut-être par l'écrivain François Béroalde de Verville (1558-1612). Il développe la notion d'ars magna, une mutuelle délivrance de la matière et de l’esprit par la réalisation de l’œuvre, à la fois spirituelle et physique,,.

#### Paracelse
Paracelse, comme l'a montré un de ses éditeurs, Johann Huser, n'a rien écrit d'alchimique au sens courant du terme (transmutation des métaux, production d'or), puisqu'il se concentre sur l'utilisation médicale et l'aspect philosophique. Dans son Opus paragranum (1533), il substitue aux quatre Éléments les trois Substances (tria prima) que sont le soufre, le mercure et (c'est Paracelse qui l'ajoute) le sel ; il assimile le processus de digestion à l’alchimie, science des cuissons et des maturations. Cette approche spécifique qu'avait Paracelse de l'alchimie donnera naissance à la spagyrie.

« Parmi toutes les substances, il en est trois qui donnent à chaque chose leur corps, c'est-à-dire que tout corps consiste en trois choses. Les noms de celles-ci sont : Soufre, Mercure, Sel. Si ces trois choses sont réunies, alors elles forment un corps […]. La vision des choses intérieures, qui est le secret, appartient aux médecins. […] Prenez l'exemple du bois. Celui-ci est un corps par lui-même. Brûlez-le. Ce qui brûlera, c'est le Soufre ; ce qui s'exhale en fumée, c'est le Mercure ; ce qui reste en cendres, c'est le Sel. […] Ce qui brûle, c'est le Soufre ; celui-là [le Mercure] se sublime, parce qu'il est volatil ; la troisième Substance [le Sel] sert à constituer tout corps »

.

#### Jean-Baptiste Van Helmont

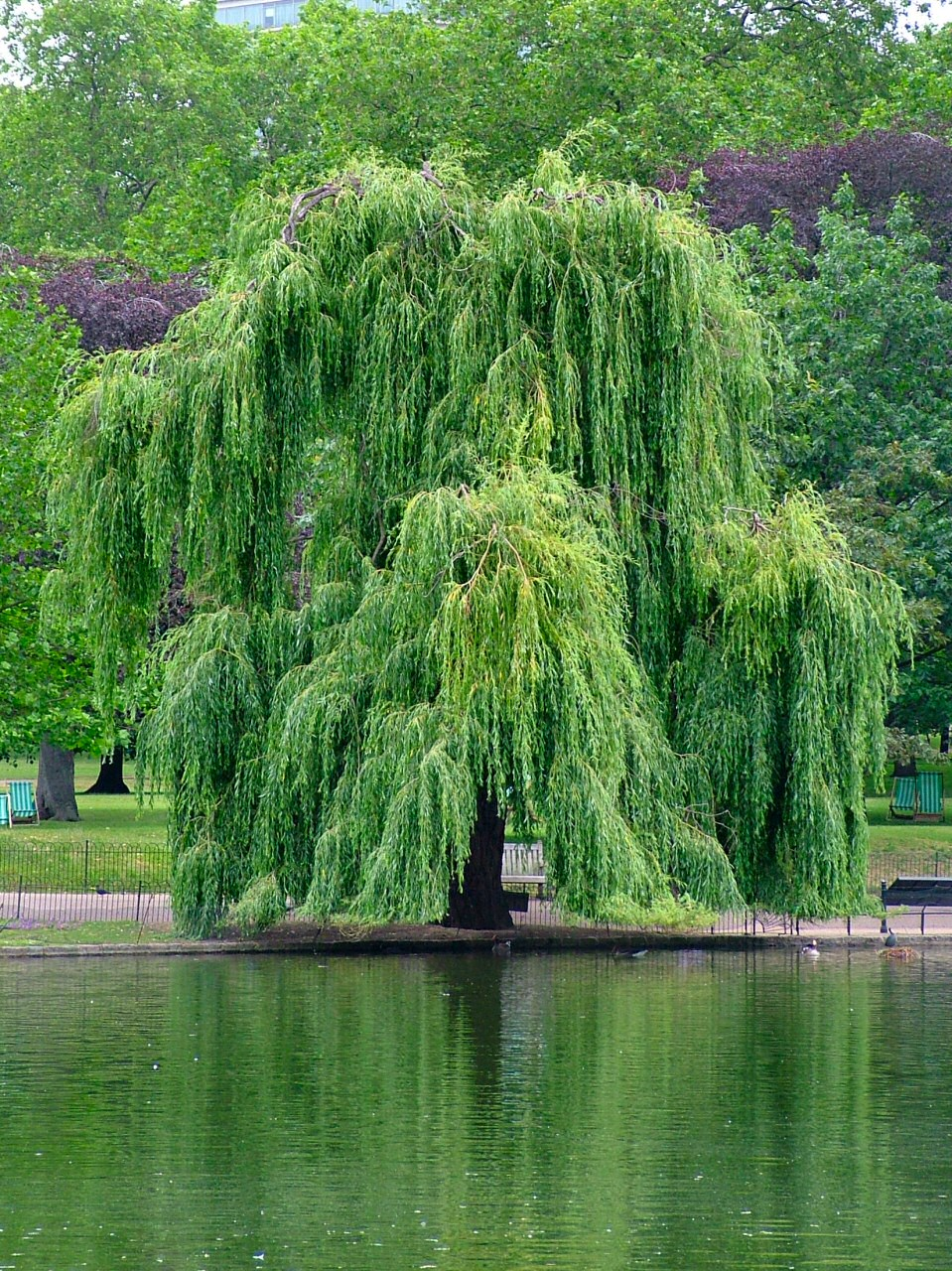
Saule pleureur ; Van Helmont comprend ce qu'est un gaz, mais il ne comprend pas que l'arbre est capable via la photosynthèse de prélever du dans l'air ni que des bactéries symbiotes peuvent aussi prélever de l'azote dans l'air au profit de l'arbre. Il pense qu'un saule qu'il a mis en culture et qui est uniquement abreuvé d'eau de pluie est capable de transmuter de l’eau en bois, en écorces et en racines.

Jean-Baptiste Van Helmont (1579-1644), alchimiste précurseur de la chimie, voulait démontrer que la théorie des quatre éléments alchimiques n'était pas valable.
Van Helmont obtient d'abord un diplôme en philosophie avant de chercher une autre voie dans l'astronomie, puis dans la médecine. Se penchant sur les mystères de l'alchimie, il tente la transmutation des métaux et découvre l'existence des gaz, ce qui le situe à l'orée de la science moderne[réf. incomplète]. Il en décrit plusieurs, dont le gaz carbonique. Ses œuvres ont été publiées par son fils François-Mercure sous le titre Ortus medicinae, vel opera et opuscula omnia.
Van Helmont a fait pousser un jeune saule dans une caisse de bois contenant 90 kg (200 livres) de terre séchée au four, et couverte d'une plaque de fer étamé percée de petits trous. Il dit ne pas avoir tenu compte des chutes de feuilles ni de la poussière ayant pu s'y déposer. Après humidification durant cinq ans par de l’eau de pluie filtrée sur tamis (ou de l'eau distillée si nécessaire), il a observé que le poids de l’arbre (169 livres et environ 3 onces) avait augmenté de 76 kg, tandis que celui de la terre n’avait diminué que de 57 g. Bien qu'ayant compris ce qu'est un gaz, et qu'il existe un gaz carbonique, il ne comprend pas que l'arbre est capable via la photosynthèse de prélever du CO2 dans l'air et que des bactéries symbiotes peuvent aussi prélever de l'azote dans l'air au profit de l'arbre. Il déduit donc faussement que la terre ayant quasiment le même poids, c’est donc l’eau qui s’est changée en bois, en écorces et en racines. Pour les alchimistes, l'élément alchimique « eau » était ainsi transmuté en élément « terre ». Cette hypothèse aura « un retentissement certain sur les spécialistes » de l'époque, avant d'être contredite par la science. Van Helmont en concluait que, s'il provient de l'élément « eau », l'élément « terre » n’est pas élémentaire, donc que l'élément « terre » n'en était pas un et que la théorie des quatre éléments n'était pas valide.
Ces quatre « éléments » pourraient aujourd'hui correspondre aux états de la matière (solide, liquide, gaz, plasma)[réf. nécessaire].

### Alchimie auXVIIesiècle
Avec Gérard Dorn (Clavis totius philosophiae chymisticae, 1566), Jacques Gohory (Compendium, 1568), Cesare Della Riviera (Le monde magique des héros, 1603) naît une alchimie spéculative, sans pratique opératoire[réf. nécessaire]. Elle se prolonge par certaines œuvres de Giordano Bruno ou de Jean d'Espagnet. Une correspondance s'établit entre les stades du Grand Œuvre et les étapes d’une transmutation spirituelle.
De grands alchimistes marquent encore cette époque dont le Basile Valentin, le Cosmopolite (peut-être Alexandre Seton ou Michel Sendivogius), l'Anglais Eyrénée Philalèthe (George Starkey).
En 1616 paraissent Les noces chymiques de Christian Rosencreutz, de Jean Valentin Andreae. L'alchimie est ici spirituelle, allégorique, et surtout relève de la Rose-Croix. Michael Maier, médecin de l'empereur Rodolphe II du Saint-Empire, donne dans son livre Themis Aurea les règles d'or des médecins alchimistes de l'Ordre de la Rose-Croix.
En 1677 paraît à La Rochelle un livre singulier, dû à Jacob Saulat : Mutus liber. Livre muet : « toute la philosophie hermétique est représentée en figures hiéroglyphiques », en fait quinze planches, sans texte, qu'Eugène Canseliet éditera et commentera. Le livre semble tenir la rosée pour un élixir.

### Alchimie auXVIIIesiècle: de l'alchimie à la chimie

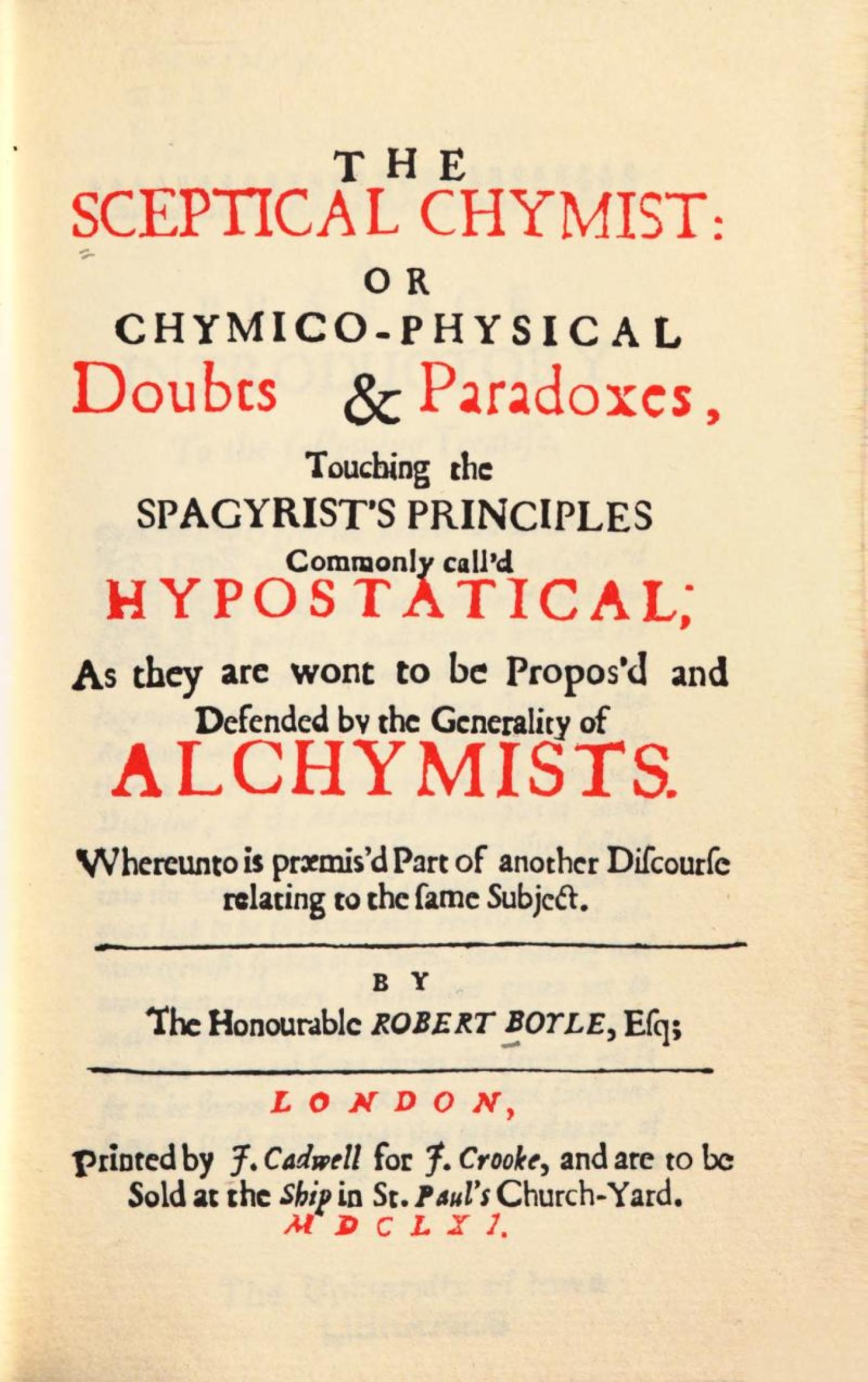
The Sceptical Chymist,
Robert Boyle, 1661.

Robert Boyle, qui croit à la possibilité de la transmutation des métaux, met en doute, dans The Sceptical Chymist (1661), la théorie des quatre éléments, ainsi que celle des trois principes paracelsiens (soufre, mercure et sel), et introduit l'idée d'élément chimique comme élément indécomposable, et non transformable en un autre élément.
De 1668 à 1675, Isaac Newton pratique l’alchimie.
Le 31 janvier 1712, l'alchimiste Jean Trouin meurt embastillé sans avoir transformé le plomb en or comme il le prétendait.
En 1722, le médecin et naturaliste français Étienne-François Geoffroy, inventeur du concept d'affinité chimique, ne croit pas à la transmutation, mais ne pense pas possible de démontrer son impossibilité :

« L'Art [alchimique] n'a jamais fait un grain [d'or] d'aucun des métaux imparfaits [plomb, étain, fer, cuivre, mercure], qui selon les alchimistes sont de l'or que la Nature a manqué. Il n'a seulement jamais fait un caillou. Selon toutes les apparences, la Nature se réserve toutes les productions. Cependant, on ne démontre pas qu'il soit impossible de faire de l'or, mais on ne démontrera pas non plus qu'il soit impossible qu'un homme ne meure pas. »

En 1781, Sabine Stuart de Chevalier, une des rares femmes alchimistes, publie son Discours Philosophique sur les Trois Principes, Animal, Végétal et Minéral, ou la Clef du Sanctuaire Philosophique.
En 1783, Lavoisier décompose l'eau en oxygène et hydrogène.
Le comte de Saint-Germain, célèbre en France entre 1750 et 1760, prétend être immortel et capable de produire ou de purifier des pierres précieuses.

### Alchimie auXIXesiècleet auXXesiècle
Au XIXe siècle, les quelques alchimistes résiduels sont considérés comme des curiosités, vestiges d'une époque révolue.
Ceux qui pratiquent l'hyperchimie (Tiffereau, Lucas, Delobel, Jollivet-Castelot) veulent faire de l'alchimie de façon strictement chimique. Théodore Tiffereau fabrique de l'or à Mexico en 1847, et Gustave Itasse, un chimiste, découvre que cet or possède « toutes les propriétés de l'or natif mais diffère de celui-ci par quelques propriétés chimiques n'appartenant pas en propre à un autre métal ».
Certains francs-maçons français (Jean-Marie Ragon, Oswald Wirth), s'inscrivant dans la lignée de certains de leurs prédécesseurs du XVIIIe siècle (notamment le baron Tschoudy), lient étroitement l'alchimie mystique et la maçonnerie ésotérique.
En 1926 paraît l'ouvrage Le mystère des cathédrales, écrit par un inconnu usant du pseudonyme Fulcanelli. Ce même auteur fait publier quelques années après Les Demeures philosophales. Fulcanelli devient au XXe siècle une légende. Canseliet, qui aurait été son élève, souffle le chaud et le froid sur ce personnage, qui, selon la légende, aurait bénéficié du « don de Dieu » : l'immortalité (il aurait été vu en Espagne âgé de 113 ans) : « Eh bien, quand je l'ai revu, il avait 113 ans, c'est-à-dire en 1952. J'avais à cette époque 53 ans. J'ai vu un homme sensiblement de mon âge. Attention, je précise, Fulcanelli en 1922 et même avant, c'était un beau vieillard, mais c'était un vieillard ».
Sont également des auteurs contemporains : Roger Caro, fondateur de l'Église universelle de la nouvelle alliance, Kamala Jnana et Jean de Clairefontaine, qui ne sont peut-être qu'une seule personne. Jean de Clairefontaine n'est pas Roger Caro, mais son ami et mécène Maurice Auberger. Richard Caron fait état d'un regain d'intérêt notoire à partir du début XXe siècle. « On voit s'intéresser à l'alchimie non seulement des occultistes de tous horizons, mais également des écrivains, une certaine partie de la bourgeoisie qui fréquentait les salons littéraires, et particulièrement le milieu médical qui depuis la fin du siècle précédent a fait soutenir, dans ses facultés, un grand nombre de thèses en médecine ».
Pour Fulcanelli, l'alchimie est « la science hermétique », « une chimie spiritualiste » qui « tente de pénétrer le mystérieux dynamisme qui préside » à la « transformation » des « corps naturels ». L'archimie poursuit à peu près un des buts de l'alchimie (« la transmutation des métaux les uns dans les autres »), mais elle utilise « uniquement des matériaux et des moyens chimiques », elle se cantonne au « règne minéral ». La spagyrie est « l'aïeule réelle de notre chimie ». « Les souffleurs, eux, étaient de purs empiriques, qui essayaient de fabriquer de l'or en combinant ce qu'ils pouvaient connaître de l'alchimie (bien peu de choses !) et des secrets spagyriques ».
En 1953, René Alleau publie aux éditions de Minuit un ouvrage fondamental, Aspects de l'alchimie traditionnelle, avec une préface d'Eugène Canseliet. Alleau, en 1948, prononce une série de conférences sur l'alchimie auxquelles assiste André Breton, et qui eurent un profond retentissement sur le chef de file des surréalistes. On doit au même auteur la collection Bibliotheca Hermetica des Éditions Denoël.
En 1956 paraît pour la première fois en édition complète chez Denoël Le Message Retrouvé, du peintre Louis Cattiaux dont le témoignage alchimique, comme celui de sa Physique et métaphysique de la peinture, est fort évident. L'ouvrage sera réédité de très nombreuses fois dans sa langue française originale de même qu'en castillan, catalan, allemand, italien, portugais, anglais (en tout, plus de vingt éditions). Il a donné lieu à bien des commentaires alchimiques.
Dans Ces Hommes qui ont fait l'alchimie au XXe siècle, Geneviève Dubois donne la parole à, ou dresse la liste de nombreux alchimistes contemporains : Louis Cattiaux, Emmanuel d'Hooghvorst, José Gifreda, Henri Coton-Alvart, Henri La Croix-Haute, Roger Caro, Alphonse Jobert, Pierre Dujols de Valois, Fulcanelli et Eugène Canseliet.
Selon Serge Hutin :

« Les alchimistes […] étaient des « philosophes » d'un genre particulier qui se disaient dépositaires de la Science par excellence, contenant les principes de toutes les autres, expliquant la nature, l'origine et la raison d'être de tout ce qui existe, relatant l'origine et la destinée de l'univers entier. »

Selon René Alleau :

« Il convient surtout de considérer l'alchimie comme une religion expérimentale, concrète, dont la fin était l'illumination de la conscience, la délivrance de l'esprit et du corps […]. Ainsi l'alchimie appartient-elle plutôt à l'histoire des religions qu'à l'histoire des sciences. »

La première synthèse artificielle de l'or date de 1941 : elle consista à bombarder un à un des atomes de mercure avec des neutrons. Cependant, les isotopes d'or obtenus étaient tous radioactifs. Le coût de production étant bien plus élevé que le prix de l'or, cette méthode de production n'est pas viable commercialement.

## L'alchimie dans les civilisations orientales

### Chine

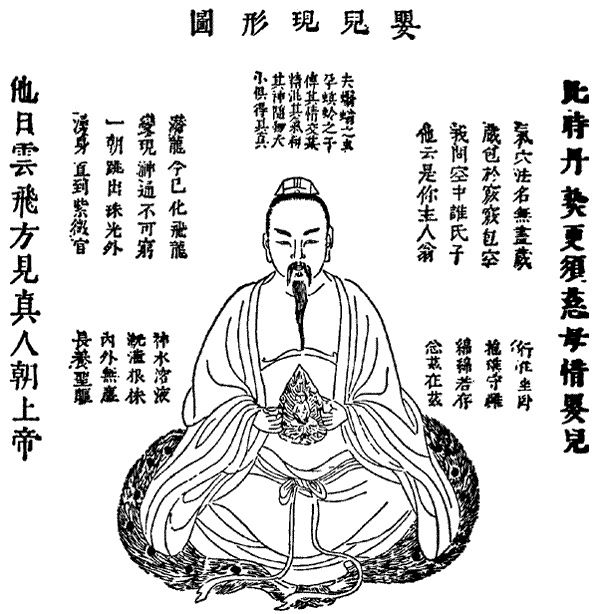
Développement de l’embryon cosmique, un des processus de l’alchimie interne taoïste

La recherche des remèdes d'immortalité fait partie de la culture chinoise antique depuis la période des Royaumes combattants. Les souverains font confiance à la voie des magiciens et des immortels, et les pratiques de ces « magiciens » s'apparentent souvent à l'alchimie. Sur un plan strictement historique, un savoir de type alchimique est établi, pour la Chine, à partir du IIe siècle avant l’ère chrétienne. On trouve la trace, dans les Mémoires historiques de Sima Qian, d'un récit parlant de transmutation en or et d'allongement de la vie par des pratiques alchimiques lors du règne de Wu Di de la dynastie Han en 133 av. J.-C.. On voit le magicien Li Shao-jun se rendre chez l'empereur et lui dire : « Si vous sacrifiez au fourneau, alors je vous enseignerai comment faire des vases en or jaune ; et dans ces vases vous pourrez boire et acquérir l'immortalité ». « C'est probablement, dit J. Needham, le plus ancien document sur l'alchimie dans l'histoire du monde ». À la lumière de travaux les plus récents sur l'origine de l'alchimie chinoise (Pregadio 2006, Campany 2002), les opinions de certains spécialistes français du XXe siècle comme Serge Hutin paraissent dépassées.
Un texte fondateur, plus un traité de cosmologie que d'alchimie, est le Cantongqi (Tcheou-yi san-t'ong-ki. Triple concordance dans le livre des mutations des Tcheou), attribué à Wei Boyang (Wei Po-yang), un Immortel légendaire situé en 142. Le premier traité alchimique chinois connu est le Baopuzi neipian écrit par Ge Hong (283-343 apr. J.-C.). Les alchimistes chinois font une distinction entre « alchimie extérieure » (waidan, wai tan) et « alchimie intérieure » (neidan, nei tan). L’alchimie extérieure, telle que pratiquée par Ge Hong par exemple, cède la place à l’alchimie intérieure qui domine dès la fin de la Dynastie Tang en 907. Les premières traces écrites de cette alchimie intérieure qui s'inscrit dans le cadre du taoïsme datent du VIIIe siècle.

### Inde
L'alchimie dite « indienne » est hindouiste. Elle remonte à la période très ancienne des Veda (IIe millénaire av. J.-C.) et tire ses origines de l'Ayurveda. Cette connaissance alchimique est appelée Rasâyana, qui signifie littéralement « voie du mercure ». Le Rasâyana amène à la préparation d'un élixir de longue vie nommé Ausadhi.
L'Ayurveda est divisée en huit branches dont l'une est le Rasâyana : 
- Kayachitsa, « médecine interne »,
- Shalya Tantra, « chirurgie »,
- Shalakya Tantra, « médecine O.R.L. »,
- Agada Tantra, « toxicologie »,
- Bhuta Vidya, « psychiatrie »,
- Kaumarbhritya Tantra, « pédiatrie »,
- Rasâyana, « gériatrie et thérapie du rajeunissement », « voie du mercure »,
- Vajikarana, « science des aphrodisiaques ».

Des rapprochement entre l'alchimie et les pratiques shivaïques et tantriques ont été effectués par plusieurs auteurs: Shiva, qui s'apparenterait au principe actif du soufre, féconde Çakti, qui s'apparenterait au principe passif du mercure. Dans la tradition tantrique, le corps devient un Siddha-rûpa, "corps de diamant-foudre", se rapprochant du concept de corps de gloire de l’Ars Magna en occident.
Malgré pléthore de sources archéologiques (anciennes et contemporaines) dont les Veda (IIe millénaire av. J.-C.), les origines de l'alchimie hindoue sont toujours débattues.Une vision ethnocentriste, pro-occidentale ou coloniale, aurait pu influencer les partisans de la thèse d'une « origine importée ou acquise » de l'alchimie en Inde.
- Selon le métaphysicien Ananda Coomaraswamy (1877-1947), l'alchimie hindoue puise historiquement ses origines dans les Veda, IIe millénaire av. J.-C. où l'on parle déjà du soma, élixir d'immortalité[203]. D'autres penseurs du courant de l'école traditionaliste (ou pérennialiste) corroborent cette thèse.
- Selon Mircea Eliade, l'alchimie ne serait attestée en Inde qu'à compter du IIe siècle apr. J.-C. et peut-être au IIIe siècle av. J.-C. Il se base sur la présence du tantrisme dans des zones peu touchées par l'islam, l'existence du « Mercure » dans la littérature indienne[204] et les nombreux textes relatifs à l'alchimie dans la littérature bouddhique à partir du IIe siècle apr. J.-C.[205].
- Selon Robert Halleux, « Une alchimie proprement dite, centrée sur le mercure comme élixir de vie, se développe à partir du VIIe siècle de notre ère et connaît un apogée entre 700 et 1300, en liaison étroite avec la spéculation tantrique »[206].
- Selon A.B. Ketith, Lüders, J. Ruska, Stapleton, R. Müller, E. Von Lippman[207], se basant sur l'arrivée tardive de l'alchimie dans la littérature indienne, ce sont les Arabes qui auraient introduit l'alchimie en Inde vers le Xe siècle.

### Mésopotamie, Babylone
Le sujet a été étudié par Adolf Leo Oppenheim et Mircea Eliade. « Robert. Eisler a suggéré l'hypothèse d'une alchimie mésopotamienne. En réalité, les tablettes dont Eisler faisait état sont soit des recettes de verrier, soit des rituels accompagnant les opérations de métallurgie ». Les Mésopotamiens utilisent, dans leurs recettes pour fabriquer de la pâte de verre coloré, un langage secret, mais cela relève davantage du secret de métier que de la discipline de l'arcane.
Dès le XIVe siècle av. J.-C. en Babylonie et le VIIe siècle av. J.-C. en Assyrie on fabrique des gemmes de four, artificielles. Ce sont, à peu près, les mêmes recettes qu'à Alexandrie au IIIe siècle : imitation des métaux précieux, coloration des pierres, production de la pourpre.
L'étape mésopotamienne est un moment capital dans l'histoire de l'alchimie, car les métaux sont mis en correspondance avec les planètes. Ainsi s'établit le fondement ésotérique de l'alchimie : la mise en place de corrélations entre des niveaux différents de réalité dans un monde conçu sur base d'analogies (a est à b ce que c est à d).
« L'argent est Gal [le grand dieu, Anou]
l'or est En.me.shar.ra [Enli]
le cuivre est Éa
l'étain est Nin.mah [Nin-ani]. »
La Lune est liée à la couleur argentée, au métal argent, aux dieux Sîn (dieu Lune) et Anum ; le Soleil est lié à la couleur dorée, au métal or, aux dieux Shamash (dieu Soleil) et Ellil ; Jupiter : bleu lapis, étain, Mardouk et Nin-ani ; Vénus : blanc, cuivre, Ishtar déesse de la fécondité et des combats) et Éa ; Mercure jaune-vert, vif-argent (?), Nabou (dieu de l'écriture) ; Saturne : noir, plomb (?), Nirurta ; Mars : brun-rouge, fer (?), Erra (Nergal).
- influences moyenne-orientales: Selon Bernard Gorceix, les traces de l'antique Iran sont nettement perceptibles dans l'élaboration des textes alchimiques. Il relève en particulier l'influence du Zervanisme ou du Zoroastrisme[214], notamment concernant la conception de l'hermétisme gnostique d'un deuxième dieu corrupteur et plus particulièrement la corruption de la matière par celui-ci.

## Buts de l’alchimie

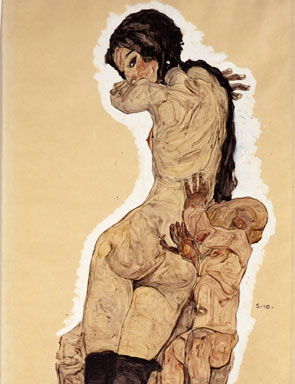
Femme avec un homoncule,
Egon Schiele, 1910.

L'alchimie s'est donné des buts distincts, qui parfois coexistent. Son but le plus emblématique est la fabrication de la pierre philosophale, ou « grand œuvre » (Magnum Opus), censée être capable de transmuter les métaux vils en or, ou en argent (petit œuvre). D'autres buts sont essentiellement thérapeutiques, la recherche de l'élixir d'immortalité et de la Panacée (médecine universelle), et expliquent l'importance de la médecine arabe dans le développement de l'alchimie. Derrière des textes hermétiques constitués de symboles cachant leur sens au profane, certains alchimistes s'intéressaient plutôt à la transmutation de l'âme, c'est-à-dire à l'éveil spirituel. On parle alors de « l'alchimie mystique ». Plus radical encore, l'Ars Magna, une autre branche de l'alchimie, a pour objet la transmutation de l'alchimiste lui-même en une sorte de surhomme au pouvoir quasi illimité. Un autre but de l'alchimie, est la création d'un homme artificiel de petite taille, l'homoncule[réf. souhaitée].
L'alchimiste oppose ou rend complémentaires alchimie pratique et alchimie spéculative. Roger Bacon, en 1270, dans son Opus tertium, 12, distinguait ces deux types-ci :
- « [Il y a] l'alchimie spéculative, qui traite de tout ce qui est inanimé et de toute génération à partir des Éléments. Il y a aussi l'alchimie opérative et pratique, qui enseigne à fabriquer les métaux nobles, les couleurs et beaucoup d'autres choses par l'Art, mieux ou plus abondamment que ne les produit la nature ». Une alchimie purement spéculative, sans manipulations, n'apparaît que vers 1565, avec Gérard Dorn.

### But métallique: le Grand Œuvre et la transmutation

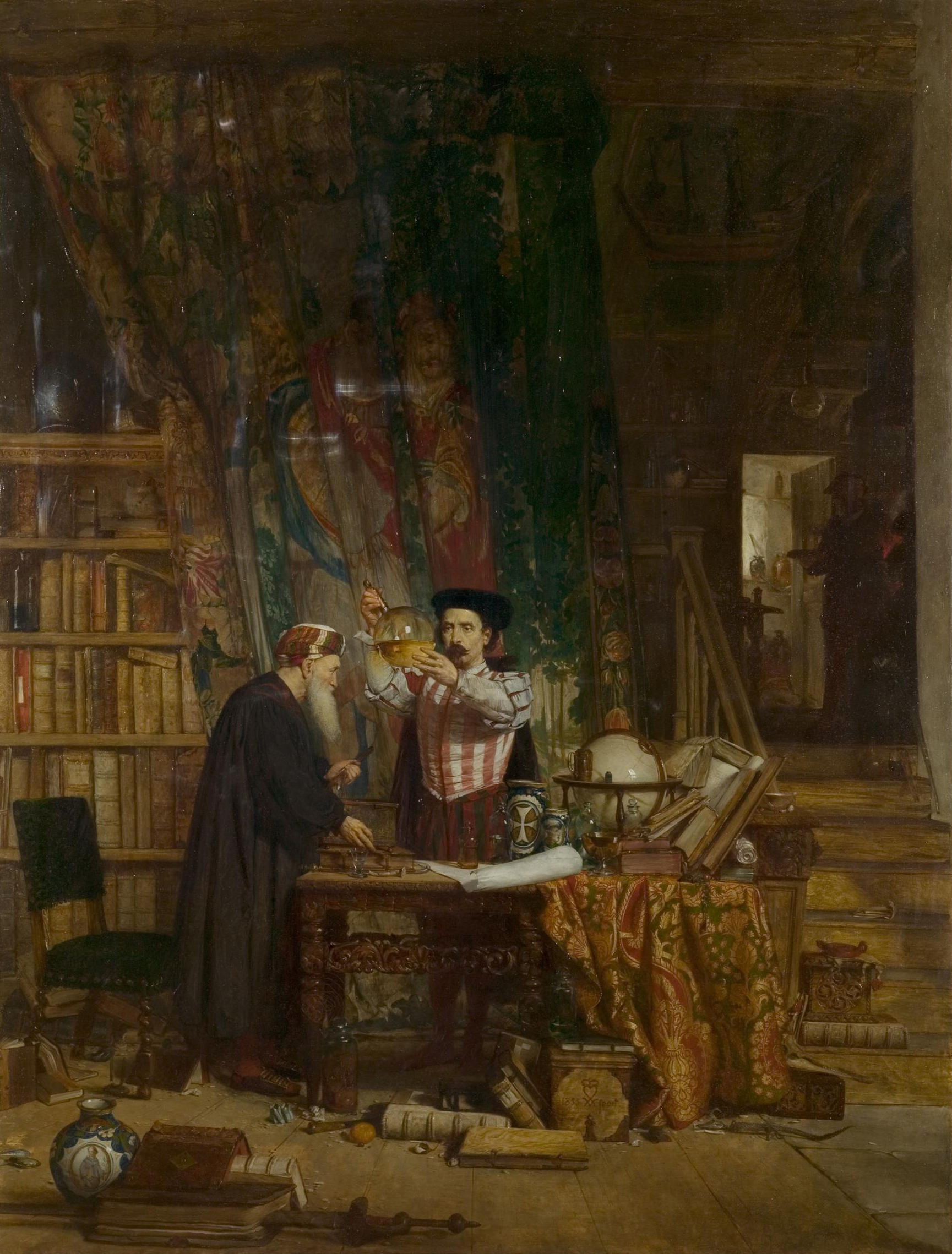
L'Alchimiste, par William Fettes Douglas.

Le Grand Œuvre avait pour but d'obtenir la pierre philosophale. L'alchimie était censée opérer sur une Materia prima, "première Matière", pour obtenir la pierre philosophale capable de réaliser la « projection » : la transformation des métaux vils en or. Les alchimistes ont développé deux méthodes : la voie sèche et la voie humide. De façon classique la recherche de la pierre philosophale se faisait par la voie humide, que présente par exemple Zosime de Panopolis dès 300. La voie sèche est beaucoup plus récente, peut-être été inventée par Basile Valentin, vers 1600. En 1718, Jean-Conrad Barchusen, professeur de chimie à Leyde, développe cette voie dans son Elementa chemicae. Selon Jacques Sadoul la voie sèche est celle des hautes températures, difficile, tandis que la voie humide est la voie longue (durant trois ans), mais elle est moins dangereuse. Fulcanelli écrit : « À l’inverse de la voie humide, dont les ustensiles de verre permettent le contrôle facile et l’observation juste, la voie sèche ne peut éclairer l’opérateur ».
Les phases classiques du travail alchimique sont au nombre de trois, distinguées par la couleur que prend la matière au fur et à mesure. Elles correspondent aussi aux types de manipulation chimique : œuvre au noir = calcination, œuvre au blanc = lessivage et réduction, œuvre au rouge pour obtenir l'incandescence. On trouve ces phases dès Zosime de Panopolis. La phase blanche est parfois subdivisée en phase blanche = lessivage et phase jaune = réduction chez certains auteurs alchimistes, qui admettent ainsi quatre phases (noir, blanc, jaune, rouge) pour l'ensemble, au lieu de trois (noir, blanc, rouge).

### But médical: la médecine universelle et l'élixir de longue vie
Les Arabes sont les premiers à donner à la pierre philosophale des vertus médicinales et c'est par leur intermédiaire que le concept d'élixir est arrivé en Occident. Roger Bacon veut « prolonger la vie humaine ». La quête alchimique, de métallique aux origines, devient médicale au milieu du XIVe siècle, avec le Pseudo-Arnaud de Villeneuve et Petrus Bonus. La notion de « médecine universelle » pour les pierres comme pour la santé (???) vient du Testamentum du Pseudo-Lulle (1332). Johannes de Rupescissa (Jean de Roquetaillade) ajouta, vers 1352, la notion de quintessence, préparée à partir de l’aqua ardens (alcool), distillée des milliers de fois ; il décrit l'extraction de la quintessence à partir du vin et explique que, conjointe à l'or, celle-ci conserve la vie et restaure la santé. Paracelse, en 1533, dans le Liber Paragranum, va encore plus loin, rejetant la transmutation comme but de l'alchimie, pour ne garder que les aspects thérapeutiques. Il résume ainsi sa pensée : « Beaucoup ont dit que l’objectif de l'alchimie était la fabrication de l’or et de l’argent. Pour moi, le but est tout autre, il consiste à rechercher la vertu et le pouvoir qui résident peut-être dans les médicaments ». En un sens Paracelse fait donc de l'iatrochimie (médecine hermétique), plutôt que de l'alchimie proprement dite. Dès lors apparaît une opposition entre deux usages de la pierre philosophale : la production de l’or (chrysopée), ou la guérison des maladies (panacée). La iatrochimie (ou médecine hermétique) a eu « pour principal représentant François de Le Boë (Sylvius) et consistait à expliquer tous les actes vitaux, en santé ou en maladie, par des opérations chimiques : fermentation, distillation, volatilisation, alcalinités, effervescences ». L'alchimie médicale a été étudiée par Alexander von Bernus.
La légende veut que l'alchimiste Nicolas Flamel ait découvert l'élixir de jeunesse et l'ait utilisé sur lui-même et son épouse Pernelle. De même, la légende du comte de Saint-Germain marqua l'alchimie : il aurait eu le souvenir de ses vies antérieures et une sagesse correspondante, ou il aurait disposé d'un élixir de longue-vie lui ayant donné une vie longue de deux à quatre mille ans.
Aujourd'hui plusieurs laboratoires pharmaceutiques (Pekana, Phylak, Weleda…), revendiquant les remèdes spagyriques de Paracelse, de Rudolf Steiner, d'Alexander von Bernus, de Carl Friedrich Zimpel, poursuivent cette tradition alchimique médicale.

### But métaphysique: ontologie de l'énergie et éthique du travail
L'alchimiste se présente comme un philosophe. Il prétend connaître non seulement les métaux, mais aussi les principes de la matière, le lien entre matière et esprit, les lois de transformation… Son ontologie repose sur la notion d'énergie, une énergie contradictoire, dynamique, une, unique, en métamorphoses. Il tire aussi une morale de ses travaux, l'éloge du travail et de la prière : « Prie et travaille (Ora et labora) » (Khunrath). Il avance une grande méthode : l'analogie (« Tout ce qui est en bas est comme ce qui est en haut »). Sa notion-clef est celle d'origine, de retour, ou - comme le dit Pierre A. Riffard - de « réversion ». L'alchimiste veut retourner à la matière première, rétablir les vertus primitives des choses, rendre pure et saine toute créature : faire nature, pourrait-on dire.

## Différentes interprétations de l'alchimie
L'interprétation des buts poursuivis par l'alchimie est rendue plus difficile par les textes volontairement cryptiques laissés par les alchimistes. Cette difficulté d'interprétation a engendré de nombreuses thèses à propos du sens de l'alchimie.

### Théories physiques de l'alchimie
Les alchimistes se fondent sur une conception de la nature et de la matière première. Les théories s'opposent ou se combinent.
1. Théorie corpusculaire. Anaxagore et Empédocle avaient tous deux avancé l’idée que ce qui nous semble plein et compact est en fait constitué de parcelles, comme l'or est fait de paillettes d'or (Anaxagore). Pour Roger Bacon (Minima naturalia), pour le Pseudo-Geber (Summa perfectionis, 1260), pour Newton, la matière est constituée d'éléments, de particules, si minuscules qu'un artisan peut les infiltrer dans celles, plus grossières, d'un métal vil comme le plomb (Zosime de Panopolis) ou le mercure. En 1646, le Français Johannes Magnenus[224], pour prouver la palingénésie selon Paracelse, broya une rose, mit le mélange dans un vase de verre, scella, réchauffa avec une chandelle, et, dit-il, observa que les corpuscules s'étaient spontanément rassemblés pour recomposer une rose parfaite ! La théorie des minima naturalia, chez Albert le Grand, Robert Boyle, soutient que la matière est faite de constituants élémentaires, invisibles, doués de qualités définies, intervenant dans les réactions chimiques.
2. Théorie mercurialiste. Un seul Élément, le Mercure[225]. La théorie, qui remonte aux commentateurs grecs et à Jâbir-Geber, s'impose avec le Pseudo-Geber (qui combine mercurialisme et théorie corpusculaire), Rhazès, Roger Bacon, Petrus Bonus, Eyrénée Philalèthe (Starkey), lequel déclare : « Tous les corps métalliques ont une origine mercurielle (…) hautement semblable à l’or ». Pour le Pseudo-Arnauld de Villeneuve du Rosarius philosophorum, la pierre philosophale se constitue de mercure alchimique, composé des quatre Éléments ; la composante Soufre ne sert, en vapeur, qu'à cristalliser en or ou en argent, elle est inhérente au mercure, pas un principe.
3. Théorie des quatre Éléments et des deux Principes. L'Arabe Balînâs (le Pseudo-Apollonios de Tyane), Jâbir-Geber dans le Liber misericordiae, Avicenne, Albert le Grand affirment que tous les êtres, même les métaux, sont composés des deux Principes : le Soufre et le Mercure, composés à leur tour des quatre Éléments. Newton admet deux composants (qu'il combine avec la théorie corpusculaire) : d'une part « notre mercure », principe passif, froid et féminin, constitué de particules volatiles et ténues, d'autre part, « notre soufre », principe actif, chaud et masculin, constitué de particules fixes, plus épaisses que les particules du mercure.
4. Théorie des trois Substances. En 1531, Paracelse (Opus paramirum) pose trois Substances : le Soufre, le Mercure et le Sel. Ce qui brûle, c'est le Soufre ; ce qui fume, c'est le Mercure ; les cendres, c’est le Sel. Quand l’alchimiste décompose une chose en ses constituants, le principe sulfureux se sépare comme une huile combustible ou une résine, le principe mercuriel vole comme une fumée ou se manifeste comme un liquide volatil, enfin le principe salé demeure comme une matière cristalline ou amorphe indestructible.
5. Panpsychisme. Avec les stoïciens et les hermétistes, quelques alchimistes soutiennent que de l'esprit (pneûma) habite à l’intérieur des corps. Marsile Ficin[226], Jean-Baptiste van Helmont appartiennent à cette école. Pour Ficin, un Esprit cosmique (spiritus mundi), intermédiaire entre l'Âme du monde (Anima mundi) et le Corps du monde (Corpus mundi), de la nature de l'éther, qui « vivifie tout », qui est « la cause immédiate de toute génération et de tout mouvement », traverse le Tout ; l'alchimiste peut attirer cet Esprit capable de canaliser l'influence des astres et ainsi de transformer les choses. Newton - lui, encore - affirme l'existence d'« un esprit très subtil qui circule à travers les corps grossiers », esprit électrique grâce auquel les particules de matière s'attirent lorsqu'elles sont peu éloignées les unes des autres[227].

Depuis le XIXe siècle, la théorie atomique a relégué l'alchimie au rang de pseudoscience. Paradoxalement, la physique nucléaire a montré que les transmutations de métaux sont possibles, reprenant d'ailleurs le terme, même si les théories alchimiques ont été réfutées.

### L'interprétation positiviste: l'alchimie comme protochimie
Le laboratoire chimique doit énormément à l'alchimie, au point que certains positivistes (dont Marcellin Berthelot) ont qualifié l'alchimie de proto-chimie.
Pourtant, l'objet de l'alchimie (la pierre philosophale et la transmutation des métaux) et celui de la chimie (l'étude de la composition, les réactions et les propriétés chimiques et physiques de la matière) sont réellement distincts. D'autre part le rapport entre l'alchimie et les mythes locaux, et les constantes archétypiques universelles présentes dans la philosophie sous-jacente à l'alchimie la distinguent également de celle-ci. Plusieurs auteurs du XXe qui ont étudié l'alchimie de manière approfondie la présentent comme une théologie, ou comme une philosophie de la Nature plutôt qu'une chimie naissante, à ce titre, certains anciens alchimistes se donnaient le titre de « seuls véritables philosophes ».
L'interprétation de l'alchimie comme relevant uniquement d'une proto-chimie proviendrait essentiellement d'une erreur d'interprétation de Marcellin Berthelot au XIXe. Françoise Bonardel retient également l'hypothèse d'une simplification excessive opérée par certains historiens du XIXe.

### L'interprétation psychologique de Jung
Herbert Silberer, un disciple de Freud, est un précurseur de l'interprétation psychologique de l'alchimie.
La mise en évidence d'un symbole alchimique, similaire dans des civilisations éloignées dans le temps et dans l'espace, a conduit Carl Gustav Jung, très tôt, à valoriser l'alchimie comme processus psychologique. Il a particulièrement insisté sur l'intérêt psychologique ou spirituel ou même initiatique de l'alchimie. Elle aurait pour fonction « l'individuation », c'est-à-dire le perfectionnement de l'individu dans sa dimension profonde, mais à travers l'inconscient[Quoi ?]. Bernard Joly met en cause l'interprétation jungienne de l'alchimie qui la définit comme un ensemble d'aspirations spirituelles.

### L'interprétation mythologique de Mircea Eliade
Mircea Eliade, mythologue et historien des religions, défend dans Forgerons et alchimistes (1956) l'idée que l'alchimie, loin d'être l'ancêtre balbutiant de la chimie, représente un système de connaissances très complexe, dont l'origine se perd dans la nuit des temps, et commun à toutes les cultures (surtout asiatiques). Il développe l'idée, selon l'analogie du macrocosme et du microcosme, que les transformations physiques de la matière seraient les représentations des modalités des rites ancestraux, dans leur trame universelle : Torture – Mort initiatique – Résurrection[C'est-à-dire ?].

### L'alchimie comme discipline préscientifique
Gaston Bachelard, philosophe et historien des sciences, s'inspire des concepts jungiens pour établir une « psychanalyse des conditions subjectives » de la formation de la pensée. Dans La Psychanalyse du feu, il tient l'alchimie pour une rêverie préscientifique, qui relève davantage de la poésie et de la philosophie que de la connaissance objective. Ses arguments sont que certains alchimistes, comme Nicolas de Locques et d'autres anonymes au XVIIe siècle, utilisent un vocabulaire sexuel pour désigner les vases, les cornues et l'ensemble des outils techniques utilisés en alchimie. Ainsi, la vision en partie inconsciente qu'ont les alchimistes du feu est une rêverie animiste et sexualisée, ils considèrent le feu comme une entité vivante et génératrice. Dans La lumière sortant de soi-même des ténèbres (1693), il est même fait mention d'un feu masculin, qui est agent, et d'un feu féminin, qui est caché, or en psychanalyse « tout ce qui est caché est féminin » est un « principe fondamental de la sexualisation inconsciente ». Par conséquent, Bachelard peut écrire qu'« il ne faut pas oublier que l'alchimie est uniquement une science d'hommes, de célibataires, d'hommes sans femme, d'initiés retranchés de la communion humaine […] » et qu'elle est « fortement polarisée par des désirs inassouvis ».
Déjà dans La Formation de l'esprit scientifique, Bachelard tenait l'alchimie pour une discipline qui fait obstacle au progrès scientifique plus qu'elle n'y participe. Sa théorie historique repose de façon générale sur l'idée que l'homme est travaillé par des intuitions primitives, qui sont d'ordre affectif et inconscient, et qui poussent l'homme à se faire une représentation illusoire de la réalité. La connaissance scientifique se construirait alors en « antipathie » avec ces intuitions. En mathématisant le réel par exemple, nous passerions d'une rêverie vague et qualitative sur la matière à un savoir quantitatif et précis sur elle. L'alchimie serait plutôt une approche qualitative qui tend à substantialiser la matière. Bachelard écrit que « L'Alchimie règne dans un temps où l'homme aime plus la nature qu'il ne l'utilise ». Ce rapport affectif à la nature est cependant inévitable en première approche selon l'auteur, qui ajoute que « la première connaissance objective [est] une première erreur ». Le sociologue Émile Durkheim écrit de même que l'alchimie, tout comme l'astrologie, repose sur des « prénotions », c'est-à-dire des illusions subjectives qui répondent à des besoins pratiques de l'homme (la recherche de la pierre philosophale pour la richesse et la santé), et non sur des explications scientifiques qui auraient rompu avec ces illusions.
Barbara Obrist et Bernard Joly contestent la lecture historique de Bachelard. Là où le philosophe cherche à établir une rupture entre l'esprit préscientifique et l'esprit scientifique, lorsque ce dernier surmonte la connaissance concrète et qualitative pour aller vers une connaissance abstraite et quantitative, Bernard Joly insiste plutôt sur la continuité voire l'indistinction entre l'alchimie ancienne et la chimie moderne. Il veut démontrer, en interprétant des textes d'Étienne-François Geoffroy et d'autres chimistes-alchimistes, que l'échec de la transmutation des métaux n'implique pas que ses pratiquants soient des rêveurs illusionnés. Au contraire, les alchimistes seraient des scientifiques au sens que prenait la science à leur époque, s'efforçant de connaître le monde objectivement et de construire des protocoles expérimentaux. Ce serait la physique cartésienne qui aurait tenté dès le XVIIe siècle de mettre un coup d'arrêt à la fois à l'alchimie et à la chimie non mécanistes, en les accusant d'être de fausses sciences pratiquées par des imposteurs.
Pour Joly, l'alchimie est une démarche essentiellement rationnelle, ce qui n'exclut pas que çà et là des imposteurs et des charlatans se soient servis de cette discipline. L'enjeu est de ne pas cantonner l'alchimie dans une sorte d'ésotérisme irrationnel, ésotérisme qui serait la possession exclusive d'« adeptes » et d'« initiés » s'immunisant contre les critiques faites à leur propre interprétation de l'alchimie.

## Terminologie et modalités d'expression
En tant que connaissance ésotérique, les textes alchimiques possèdent la particularité d'être codés. Il s'agit d'un savoir qui n'est transmis que sous certaines conditions. Les codes employés par les anciens alchimistes étaient destinés à empêcher les profanes d'accéder à leurs connaissances. L'utilisation d'un langage poétique volontairement obscur, chargé d'allégories, de figures rhétoriques, de symboles et de polyphonie (voir langue des oiseaux) avait pour objet de réserver l'accès aux connaissances à ceux qui auraient les qualités intellectuelles pour déchiffrer les énigmes posées par les auteurs et la sagesse pour ne pas se laisser tromper par les pièges nombreux que ces textes recèlent.

### Matière aux mille noms
Le même nom peut qualifier deux « objets » ou « sujets » totalement différents mais l'on peut aussi avoir plusieurs noms pour désigner le même objet. Ceci est particulièrement vrai pour le Mercure mais également pour d'autres termes.
Presque tous les traités d'alchimie commencent au début du second œuvre et « omettent » de préciser quelle matière première utiliser et cette énigme de la matière première est sciemment recouverte par l'énigme du Mercure selon René Alleau. Fulcanelli, par exemple, s'emploie à multiplier les indications tout en restant cryptique. Synésius semble plutôt décrire la matière dans son état avancé. La matière aux mille noms, terme employé par Françoise Bonardel, demeure une énigme à double fond. Cet auteur résume la problématique ainsi : « Car si la force de l’alchimie réside bien dans le seul mercure des philosophes, comme le proclama très tôt Albert le Grand (1193-1280), c’est que la substance mercurielle, par excellence protéiforme, est alors envisagée soit comme une materia prima en qui sont latentes toutes les virtualités (dont celle du soufre), soit, après préparation, comme mercure double (ou hermaphrodite) en qui a été consommé et fixé l’union des 2 principes ».

### Alchimie, symboles et signes

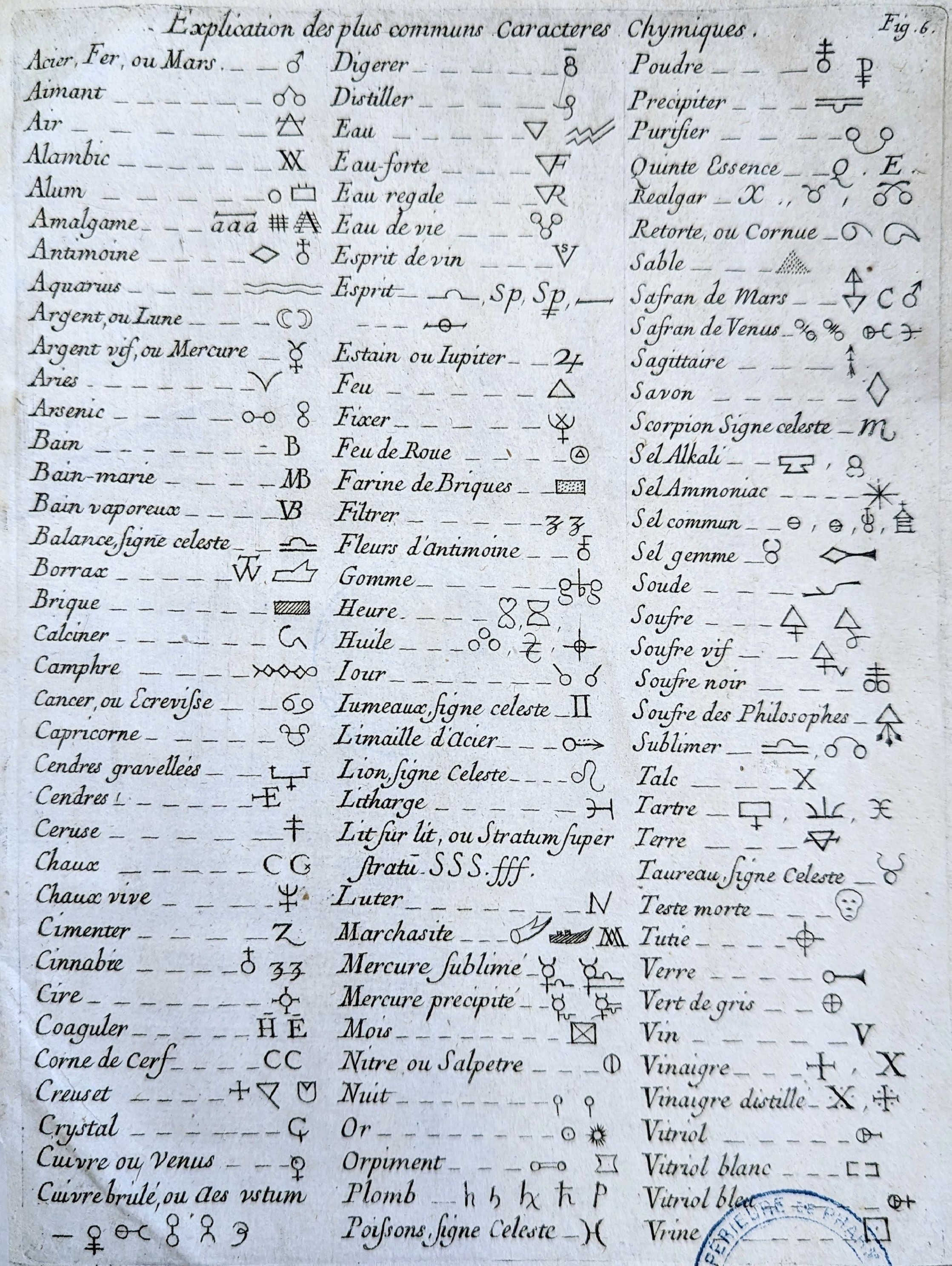
Explication des plus communs caractères chymiques, dans la Pharmacopée royale galénique et chymique, par Moyse Charas, 1676.

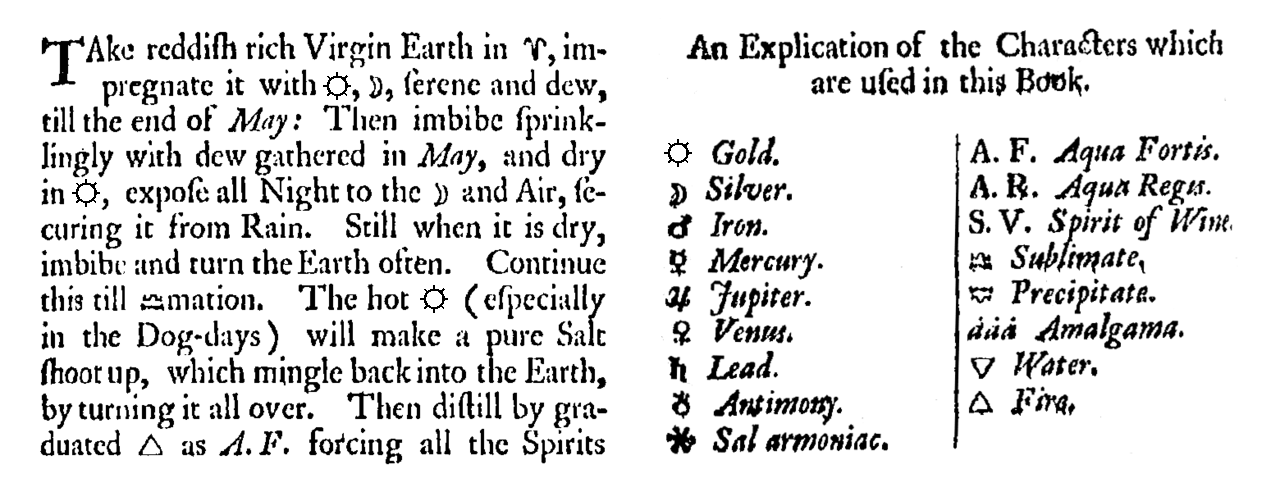
Symboles des éléments utilisés dans les manuscrits alchimiques d'après Kenelm Digby, dans A Choice Collection of Rare Secrets 1682.

Le symbole allégorique ne se recoupe pas avec le symbole chimique et, par exemple, le mercure alchimique n'est pas le mercure chimique. Voici quelques exemples de symboles :
Soufre  - Mercure  - Sel  - Arsenic 
Pour l'alchimiste les quatre éléments ne représentent pas des composantes de la matière, en effet l'unicité de la matière est un des principes philosophiques de l'alchimie, mais plutôt des états de cette matière unique se rapprochant plus du concept physique d'état de la matière. Ces quatre éléments sont avec leurs symboles associés :
le Feu , Eau , la Terre , l'Air .
Pour l'alchimiste les sept métaux sont liés aux planètes et aux astres :
- or dominé par le Soleil ☼ ( ☼ )
- argent dominé par la Lune ☽ (  )
- cuivre dominé par Vénus ♀ (  )
- fer dominé par Mars ♂ (  )
- étain dominé par Jupiter ♃ (  )
- mercure (vif argent) dominé par Mercure ☿ (  )
- plomb dominé par Saturne ♄ (  )

Une partie des symboles typographiques particuliers utilisés dans des ouvrages imprimés d'alchimistes se retrouvent dans la table des caractères Unicode/U1F700.

### Langage alchimique
- Selon Michel Butor[250] : « Le langage alchimique est un instrument d'une extrême souplesse, qui permet de décrire des opérations avec précision tout en les situant par rapport à une conception générale de la réalité. C'est ce qui fait sa difficulté et son intérêt. Le lecteur qui veut comprendre l'emploi d'un seul mot dans un passage précis ne peut y parvenir qu'en reconstituant peu à peu une architecture mentale ancienne. Il oblige ainsi au réveil des régions de conscience obscurcies »[251].
- Selon René Alleau : « Les alchimistes ont voilé […] non sans de pertinentes raisons dont l'une des plus importantes dut être que le néophyte se trouva dans l'obligation logique de réformer son entendement profane en se pliant à une série d'exercices mentaux dominés par la cohérence et sur-rationnelle des symboles […] À aucun moment, l'alchimie ne sépare-t-elle les transformations de la conscience de l'opérateur de celles de la matière »[252].

## Interprétation des textes par les alchimistes
- Le mythe Prométhéen: en particulier chez Zosime[253]

### Lecture alchimique de la Bible
À partir du XIVe siècle, va se développer une lecture alchimique de la Bible[réf. souhaitée].
- Le Nouveau Testament est souvent cité par les alchimistes (exemple : l'étoile qui guide les rois mages représente le signe qui va mener à l'enfant philosophal), ainsi que l'Ancien Testament (la séparation des eaux de la Genèse ou la traversée de la Mer Rouge par Moïse sont le principe de la séparation initiale des éléments).
- Le Livre de la Genèse ou plus exactement les jours de la Création sont fréquemment mis en rapport direct avec le Grand Œuvre. L'exemple le plus frappant est celui de Gérard Dorn qui, d'après Paracelse, commente mot à mot les versets de la Genèse et les met en parallèle avec la Table d'Émeraude d'Hermès[254].

### Lecture alchimique des textes littéraires
La lecture alchimique de la fable antique va se développer à la Renaissance.
- Les contes du Graal : le roi Arthur, mourant, est transporté sur l'île d'Avalon où va s'effectuer sa résurrection représenterait le passage de l'œuvre au noir à l'œuvre au blanc[réf. nécessaire].
- Le Graal est également utilisé dans la symbolique des ouvrages alchimiques et en particulier le récit de sa recherche[255], par exemple l'ouvrage de l'alchimiste Fulcanelli Le Mystère des Cathédrales donne du Graal une interprétation initiatique[réf. souhaitée].

Selon Serge Hutin, il existe une interprétation alchimique de la poésie au Moyen Âge, notamment du Roman de la Rose et de la Divine Comédie. La Rose serait par exemple le symbole à la fois de la Grâce divine et de la Pierre philosophale.
- Certains initiés[257] auraient incrusté de grands secrets alchimiques dans des contes populaires. Par exemple, l'épopée de Pinocchio (dont on trouve aussi le pendant dans l'Ancien Testament - Jonas et la baleine) retrace l'ensemble de l'œuvre, jusqu'à la pierre philosophale (le pantin qui devient garçon). Ou encore, dans « Blanche rose et rose rouge » des frères Jacob et Wilhelm Grimm. D'autres contes publiés par les mêmes auteurs, comme « L'Âne-salade » et, pour évoquer un exemple célèbre, « Blanche-Neige », ainsi que nombre de contes rassemblés par d'autres auteurs, comme « La Belle au bois dormant » de Charles Perrault, peuvent être lus de ce point de vue, sans que les auteurs sérieux n'excluent pour autant une multitude d'autres interprétations possibles[258].
- Le philosophe belge Emmanuel d'Hooghvorst, dans : Le Fil de Pénélope[259], prétend révéler le sens alchimique des écrits d'Homère, de Virgile, d'Ovide, des contes de Perrault, des tarots, de Cervantès, des Histoires juives, etc. Ses interprétations du Roi Midas, d'Ulysse, etc. tendent à montrer la concordance alchimique entre tous ces auteurs apparemment disparates. Cette « école » d'interprétation, d'abord considérée comme révolutionnaire, voire fantaisiste ou historiquement impossible, s'appuie en fait sur la lettre des textes originaux et fait des émules même dans les cercles universitaires qui y voient la continuation de Bracesco, d'Eustathe, de Michaël Maïer et de Pernety par exemple. On peut citer dans cette même ligne le Professeur Raimon Arola pour l'Espagne[260], et le Pr Mino Gabriele[261] pour l'Italie.

## Apports de l'alchimie

### Alchimie dans les arts visuels
Selon R. Halleux, « l'idée que des monuments ou des œuvres d'art contiennent un symbolisme alchimique n'est pas très ancienne. En 1612 paraît le Livre des figures hiéroglyphiques de Nicolas Flamel, qui se présente comme une explication alchimique des figures gravées par le célèbre adepte sur une arche du cimetière des Innocents à Paris. En 1636, un certain de Laborde interprète hermétiquement la statue de Saint Marcel au porche de Notre-Dame de Paris, et, en 1640, Esprit Gobineau de Montluisant écrit une Explication très curieuse des énigmes et figures hiéroglyphiques physiques qui sont au grand porche de l'église cathédrale et métropolitaine de Notre-Dame de Paris. Cette tradition inspire les travaux d'hermétistes comme Cambriel, Fulcanelli, Canseliet qui prétendent reconnaître ainsi l'empreinte alchimique dans un certain nombre de monuments du Moyen Âge ou de la renaissance : Notre-Dame de Paris, chapelle Saint Thomas d'Aquin, Sainte Chapelle, cathédrale d'Amiens, palais de Jacques Cœur à Bourges, hôtel Lalemant à Bourges, croix de Hendaye, église Saint Trophime à Arles, château de Dampierre-sur-Boutonne, villa Palombara sur l'Esquilin à Rome, château du Plessis-Bourré, etc. Cette démarche aboutit à des résultats invraisemblables. »
- Dessins, enluminures, gravures, miniatures. « Les manuscrits alchimiques grecs[268] n'offrent guère que la figure de l'ouroboros, serpent qui se mord la queue, symbolisant l'unité de la matière sous ses cycles de transformation. Les premiers traités illustrés sont, au XVe siècle, l'Aurora consurgens, le Livre de la Sainte Trinité, le Donum Dei de Georges Aurech de Strasbourg (1415). On y voit apparaître des motifs dont il serait particulièrement intéressant d'étudier la descendance et les modifications, dans le Rosarium philosophorum, le Splendor Solis de Salomon Trismorin[269], les recueils de Michel Maier (Atalanta Fugiens, 1618)[270] et de Jean-Daniel Mylius (Opus medico-chymicum, 1618 ; Philosophia reformata, 1622) ». Merian a fait les gravures pour Michael Maier (son beau-père) et pour Robert Fludd (Utriusque historia…).
- Peinture. Selon Robert Halleux, « les seuls exemples sûrs d'une inspiration alchimique en peinture ou en sculpture sont de la Renaissance, où il existe des motifs hermétiques chez Giorgone, chez Cranach, chez Dürer[271], pour ne pas parler des représentations mêmes d'adeptes au travail ». On trouve les représentations d'adeptes au travail chez Bruegel l'Ancien[272] et David Téniers le Jeune (1610-1690)[273].
- Architecture et sculpture. Selon Robert Halleux, « en sculpture, les mystérieux reliefs qui couvrent le plafond d'une petite salle dans l'hôtel Lalemant à Bourges, construit en 1487, s'expliquent pour une bonne moitié dans un cadre alchimique[274], sans que cette interprétation soit tout à fait décisive. Mais il n'y a pas d'exemples certains pour le Moyen Âge. Le symbolisme des cathédrales ne paraît rien devoir à l'alchimie. L'interprétation hermétique est née à une époque où le sens religieux du symbole s'était, comme les pierres elles-mêmes, érodé ».

Des travaux historiques solides ont paru, dont Jacques van Lennep, Art et Alchimie. Étude de l'iconographie hermétique et de ses influences (1966) et Alexander Roob, Alchimie et Mystique (Taschen, 2005).

### Découvertes scientifiques par les alchimistes

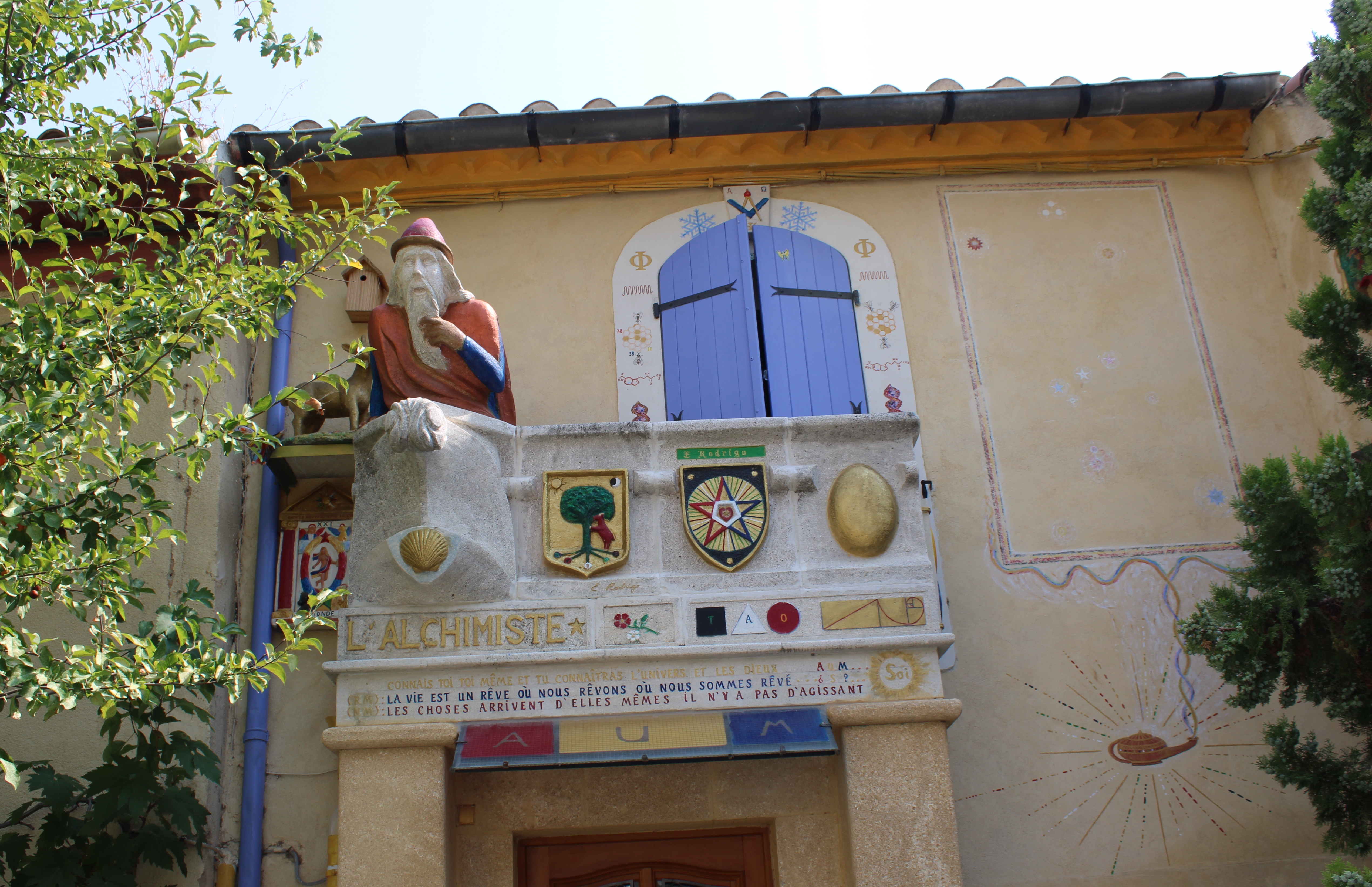
La maison de l'alchimiste à Cabriès
(Bouches-du-Rhône).

Comme le dit Jacques Bergier, « l'alchimie est la seule pratique para-religieuse ayant enrichi véritablement notre connaissance du réel ».
Marie la Juive (au début du IIIe siècle ? à Alexandrie) a inventé le fameux « bain-marie », dispositif dans lequel la substance à faire chauffer est contenue dans un récipient lui-même placé dans un récipient rempli d'eau, ce qui permet d'obtenir une température constante et modérée.
Dans la ville d'Alexandrie, on trouve une importante corporation de parfumeurs, possédant des alambics (ambikos) pour distiller des élixirs, des essences florales ; Zosime de Panopolis, vers 300, présente une illustration d'un alambic pour métaux, raffiné.
Geber (Jâbir ibn Hâyyan), mort vers 800, découvre divers corps chimiques : l'acide citrique (à la base de l'acidité du citron), l'acide acétique (à partir de vinaigre) et l'acide tartrique (à partir de résidus de vinification). Albert le Grand réussit à préparer la potasse caustique, il est le premier à décrire la composition chimique du cinabre, de la céruse et du minium. Le Pseudo-Arnaud de Villeneuve, vers 1330, ou Arnaud lui-même, découvre les trois acides sulfurique, muriatique et nitrique ; il compose le premier de l'alcool, et s'aperçoit même que cet alcool peut retenir quelques-uns des principes odorants et sapides des végétaux qui y macèrent, d'où sont venues les diverses eaux spiritueuses employées en médecine et pour la cosmétique. Le Pseudo-Raymond Lulle (vers 1330) prépare le bicarbonate de potassium. En 1352, Jean de Roquetaillade (Jean de Rupescissa) introduit de la notion de quintessence, obtenue par distillations successives de l'aqua ardens (l'alcool) ; cette idée d'un principe actif sera essentielle dans l'histoire de la médecine, car il introduit un grand nombre de médicaments chimiques, tels que la teinture d'antimoine, le calomel, le sublimé corrosif.
Paracelse est un pionnier de l'utilisation en médecine des produits chimiques et des minéraux, dont le mercure contre la syphilis, l'arsenic contre le choléra. Il crée la médecine du travail, la toxicologie, la balnéothérapie. Vers 1526 il crée le mot « zinc » pour désigner l'élément chimique zinc, en se référant à l’aspect en pointe aiguë des cristaux obtenus par fusion et d’après le mot de vieil allemand zinke signifiant « pointe ».
Basile Valentin décrit vers 1600 l'acide sulfurique et l'acide chlorhydrique.
Jan Baptiste Van Helmont, « précurseur de la chimie pneumatique » (Ferdinand Hoefer), révèle vers 1610, d’une façon scientifique, l’existence des « gaz », comme il les nomme, et en reconnaît plusieurs. Il identifie l’un d’eux, le « gaz sylvestre » (gaz carbonique), qui résulte de la combustion du charbon, ou de l’action du vinaigre sur certaines pierres, ou de la fermentation du jus de raisin. Pour Van Helmont, le gaz constitue l’ensemble des « exhalaisons » dont l’air est le réceptacle.
Alchimiste à Hambourg, Hennig Brand découvre le phosphore en 1669 en cherchant l'alkaest dans l'urine.
Isaac Newton s'intéresse aux pratiques alchimiques. Dans son Optique (1704), à la Question 31, il caractérise la chimie comme étant le lieu de forces attractives et de forces répulsives qui peuvent se manifester à courte distance. Cela lui permet d'expliquer le déplacement d'un métal dans un sel par un autre métal, et propose ce qui constitue la première échelle d'oxydoréduction des métaux. Il explique l'élasticité des gaz, la cohésion des liquides et des solides…
La création de la porcelaine en Occident revient, en 1708, à un alchimiste, Johann Friedrich Böttger, qui prétendait pouvoir fabriquer de l'or à partir de métaux non précieux. Böttger parvient à percer le secret de la pâte de porcelaine.
La notion de transmutation a semblé absurde aux positivistes. Pourtant, Ernest Rutherford, en 1919, réalise la première transmutation artificielle : en bombardant de l'azote avec les rayons alpha du radium, il obtient de l'oxygène.

## Postérité dans la poésie
L'alchimie est explicitement nommée et intégrée dans la poésie et la littérature par des auteurs symbolistes et surréalistes comme Stéphane Mallarmé, Joris-Karl Huysmans, Arthur Rimbaud, Maurice Maeterlinck et André Breton.
L'écrivain et théoricien littéraire Roger Laporte explique que Stéphane Mallarmé compare la quête artistique du « Livre » à la recherche du Grand Œuvre alchimique. Pour Laporte, il ne s'agit pas ici de l'alchimie au sens de la transmutation des métaux en or, mais de la fabrication d'une œuvre d'art, quitte à « sacrifier toute vanité et toute satisfaction » (l'expression est de Mallarmé). Mallarmé a été initié à l'alchimie et à la kabbale. « Il est convaincu de la puissance de la lettre en tant que lettre », il se sert du symbolisme alchimique dans son écriture poétique. Cependant, Mallarmé critique l'alchimie comme pratique réelle et ne se sert du terme que de façon métaphorique : « la pierre philosophale annon[ce] le crédit ». La réalisation matérielle de l'or ne l'intéresse pas, elle n'est pour lui qu'une question d'économie politique. C'est l'or poétique et littéraire qu'il faut chercher, selon le poète français.
Le poète Arthur Rimbaud reprend la comparaison de la poésie à l'alchimie. Un poème du recueil Une saison en enfer s'intitule « Alchimie du verbe ». Michel Arouimi, spécialiste de l'œuvre de Rimbaud, parle d'« alchimie sonore » et d'« alchimie sémantique », pour évoquer la façon dont Rimbaud marie les langues. Le jeune écrivain construit une poétique à partir de mélanges, entre le rythme et la violence par exemple.
L'écrivain surréaliste André Breton parle d'« alchimie mentale » dans les Manifestes du surréalisme. Il affirme qu'il faut prendre l'expression rimbaldienne « Alchimie du Verbe » au pied de la lettre. La poésie surréaliste se veut alors une transmutation spirituelle et intérieure, grâce à la faculté de l'imagination qui dépasse le rationalisme et s'élève au sens symbolique des choses. Selon Anna Balakian, « Breton marque ainsi le parallèle entre les occultistes et les poètes ».

## L'alchimie dans la culture populaire

### Littérature
- La série Les Secrets de l'immortel Nicolas Flamel de Michael Scott parle de Josh et Sophie Newman, jumeaux qui rencontrent Nicolas Flamel et le docteur Dee, son ennemi qui souhaite ramener les aînés (des dieux comme Mars, Hécate, etc.) et faire disparaître les humains. Nicolas Flamel décide de les aider puisqu'une légende parle d'eux. Au cours de leur périple, ils vont rencontrer trolls, nécromanciens, vampires, etc.
- Dans l'ensemble des tomes de la série Vampire City de Rachel Caine, Myrnin (vampire) joue le rôle d'un alchimiste mais aussi patron de l'héroïne (Claire Danvers). Il lui transmet alors l'ensemble de son savoir sur la notion.
- La Chimère des Fouquet. Roman de Jean Broutin. Éditions Sud Ouest, 2007.
- Harry Potter à l'école des sorciers, 1997, premier tome du cycle romanesque de J. K. Rowling (quête de la pierre philosophale et personnage de Nicolas Flamel).
- L'Alchimiste (1988), roman philosophique de Paulo Coelho.
- L'Œuvre au noir (1968), roman de Marguerite Yourcenar relatant la vie de Zénon Ligre, philosophe, médecin et alchimiste au XVIe siècle.
- Fullmetal Alchemist (FMA), manga d'Hiromu Arakawa : Dans le pays d'Amestris, pays où l'Alchimie est élevée au rang de science universelle, deux frères, Edward et Alphonse Elric parcourent le monde à la recherche de la légendaire pierre philosophale dans le but de retrouver leurs corps perdus. Il a été adapté en anime.
- Raffles Haw (1892), roman d'Arthur Conan Doyle.
- La Recherche de l'absolu (1834), roman d'Honoré de Balzac.
- Dans le Faust de Goethe, Wagner, l'assistant de Faust, fabrique un homoncule.
- Savinien de Cyrano de Bergerac, Histoire comique des États et Empires de la Lune, publié en 1655. L'auteur reprend la tentative alchimique de mettre en relation les sons et les réactions de la matière.

### Cinéma
- Harry Potter à l'école des sorciers (Harry Potter and the Philosopher's Stone), film fantastique réalisé par Chris Columbus en 2001.
- L'Alchimiste (The Alchemist), film d'horreur réalisé par Charles Band en 1984.
- Dans La Montagne sacrée (The Holy Mountain), réalisé par Alejandro Jodorowsky en 1973, ce dernier joue le rôle d'un alchimiste sans nom précisé qui initie le héros à la sagesse.
- Fullmetal Alchemist: Brotherhood et Fullmetal alchemist, dessins animés japonais dont les personnages principaux sont deux alchimistes. Il s'agit de l'adaptation du manga Full Metal Alchemist.

### Bande dessinée
- Dans les comic books publiés par la maison d'édition Marvel Comics, le super-vilain Diablo (Esteban Corazón de Ablo) est un alchimiste et transmutateur célèbre, ennemi récurrent des Quatre Fantastiques.
- Le manga Full Metal Alchemist est basé sur l'alchimie, la capacité de transformer la matière à volonté selon des principes rigoureux. Il se déroule dans le pays d'Amestris, où l'Alchimie est élevée au rang de science universelle ; dans ce pays, deux frères, Edward et Alphonse Elric parcourent le monde à la recherche de la légendaire pierre philosophale dans le but de retrouver leurs corps perdus. Il a été adapté en anime.
- Busô Renkin, manga de Nobuhiro Watsuki : Kazuki Mutō, lycéen, meurt tué par un Homonculus pour être ensuite ramené à la vie par une guerrière alchimique: Tokiko Tsumura. Les deux décident alors de faire équipe pour démanteler un groupe d'Homonculus (mangeurs d'humains) dangereusement proches du lycée. Pour cela, ils utilisent le fruit de la recherche alchimique en armement : le Kakugane.

### Jeux vidéo
L'alchimie est un élément central ou annexe de nombreux jeux vidéo, notamment ceux de rôle dont la trame se déroule dans un monde médiéval-fantastique. Ainsi, pour ne citer quelques séries et jeux ayant acquis une grande notoriété, l'alchimie apparaît notamment dans :
- la série The Elder Scrolls ;
- la série The Witcher, dans laquelle elle est le facteur de création des sorcelleurs dont le héros de la saga, Geralt de Riv, ainsi qu'un de leurs moyens de préparation au combat ;
- le studio Gust est célèbre pour sa licence Atelier, dont la mécanique centrale est l'alchimie ;
- le jeu vidéo A Plague Tale: Innocence, dans lequel l'alchimie est utilisée par les deux protagonistes.